# Національний художній музей Білорусі

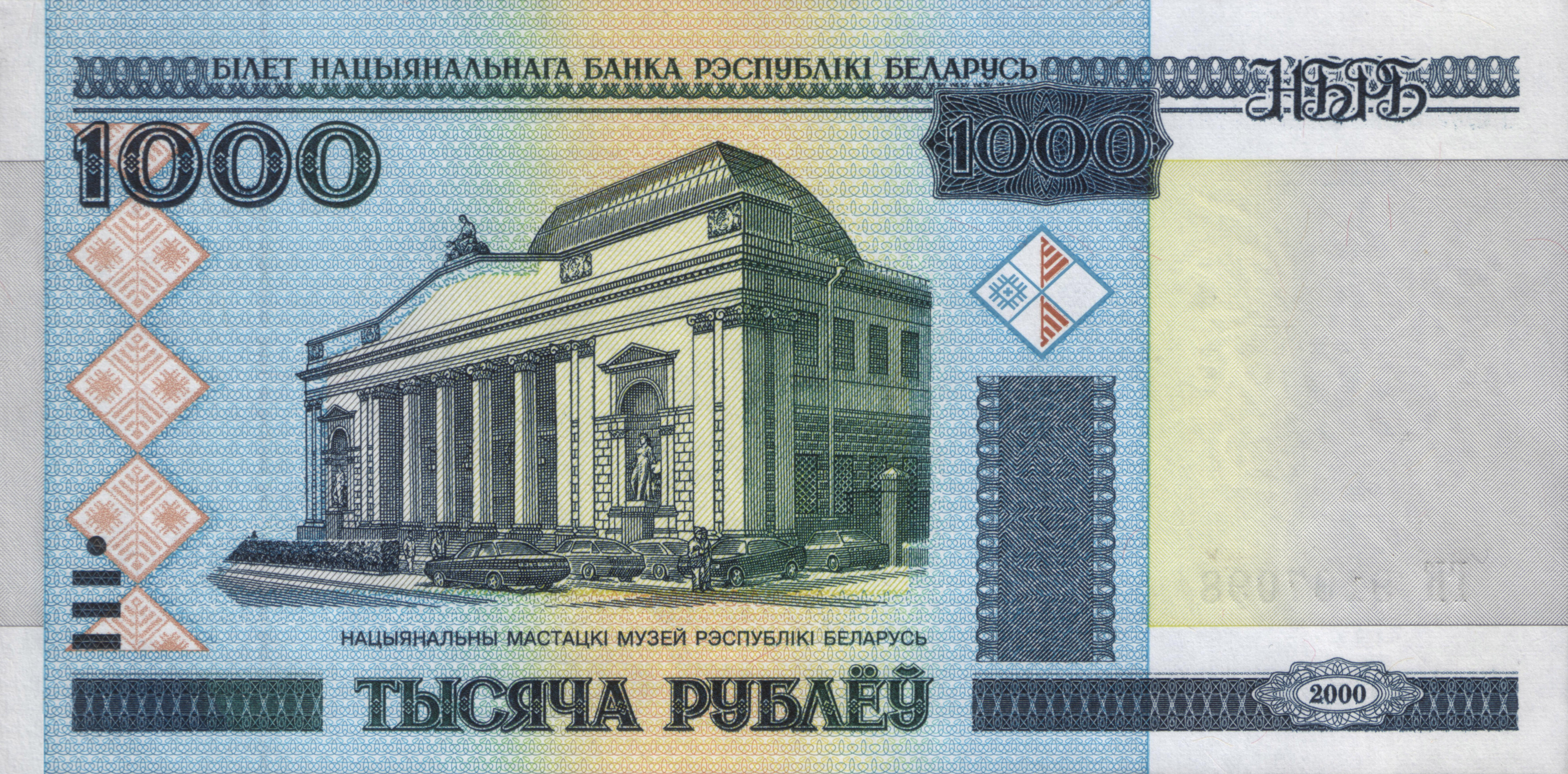
Банкнота у 1000 білоруських рублів із зображенням будівлі Національного художнього музею Республіки Білорусь

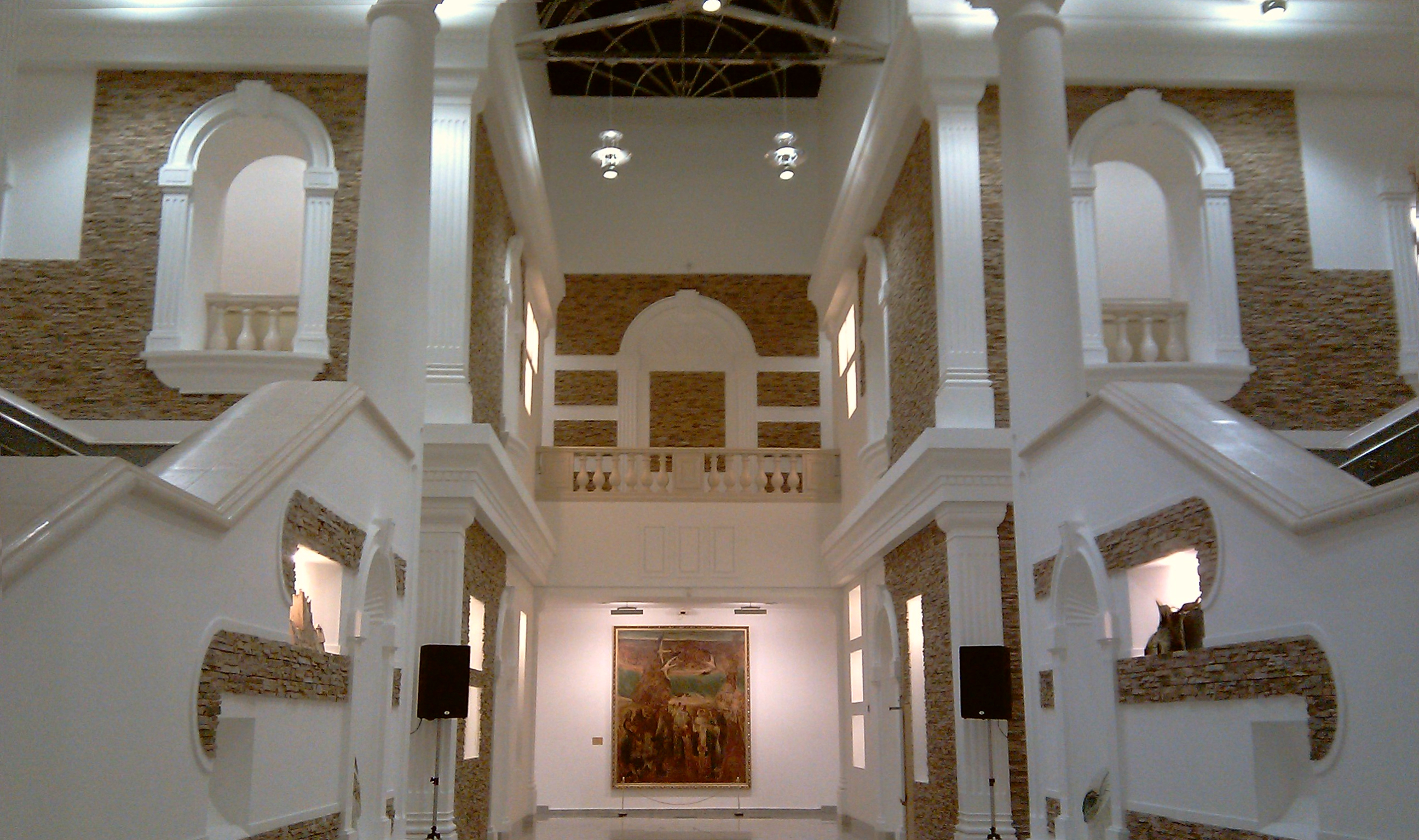
Хол нового корпусу

Національний художній музей Республіки Білорусь (біл. Нацыянальны мастацкі музэй Рэспублікі Беларусь) — найбільший музей мистецького профілю в Білорусі (НХМ РБ).

## Історія

### Довоєнний період
Державна художня галерея БРСР була створена наказом Ради Народних комісарів Білорусі від 24 січня 1939. Первісну колекцію творів мистецтва розмістили в 15 залах Вищої комуністичної сільськогосподарської школи. Переважали релігійний живопис, відібраний із костелів і церков. В переліку набраних творів були також графіка, скульптура, декоративно-ужиткове мистецтво. Декілька творів мистецтва в художню галерею були передані з інших периферійних музеїв Гомеля, Могильова, Вітебська і самого Мінська, невелику кількість передали з інших музеїв тодішнього СРСР, що було хибною практикою. (За часів СРСР практикою було розорення художніх музеїв і продаж музейних скарбів за кордон). 
Першим радянським директором художньої галереї призначили Михолапа Миколая Прокоповича (1886–1979). 
Агресивна політика СРСР на західних кордонах привела до захоплення районів Західної Білорусі і реквізиції художніх скарбів з тамошніх палаців, костелів і церков, вивезених в Мінськ. До початку Другої світової війни галерея утримувала 2 711 творів мистецтва, але в експозиції було лише 400. З початком війни галерею покинули напризволяще і колекції в хаосі відступу — не вивезли. Галерея була пограбована.

### Повоєнний радянський період
Практично в повоєнний період музей створювали наново. Адже вдалося повернути лише мізерну кількість довоєнних експонатів. Для художньої галереї відвели чотири зали Будинку радянських Професійних спілок. Кількість експонатів на 1946 становила всього триста сімнадцять (317). 
10 липня 1957 художню галерею перейменували в Державний художній музей БРСР. За вісім років спромоглися вибудувати нову споруду художнього музею.
Проект нового музею створив архітектор Бакланов Михайло Іванович. Це двоповерхова споруда в стилі сталінського ампіру з відкритою колонадою та нішами зі скульптурами на головному фасаді. Музейна споруда має всього десять (10) залів на двох поверхах та відкриту внутрішню галерею, призначену для тимчасових виставок.
На листопад 1957 кількість експонатів збільшили до 3 000.

### Незалежна Білорусь
У 1989 музею передали одну споруду на вулиці Кірова, буд. № 25, де размістили лекторій та служби музею. Також дозволено мати власні реставраційні майстерні.
У 1993 почато будівництво нового крила музею — це прибудова до головної споруди,   проект створив архітектор В. С. Белянкін. З того ж 1993 музей знову перейменовано на  Національний художній музей Республіки Білорусь.
У 1994 музей створив власний архів.
У 1999 в підпорядкування НХМ РБ передали також 5-поверхову споруду по вул. Леніна, б. № 22.
У 2000 в Мінську відкрито ще одну філію — «Будинок Ваньковичів». Філія висвітлюватиме культуру та мистецтво першої половини 19 ст., хоча експозиція їх небагата. Трагічна історія Білорусі в 20 ст. не сприяла накопиченню мистецьких скарбів 19 ст. в країні.
В серпні 2020 працівники музею долучилися до протесту з вимогою відставки керівника Білорусі Олександра Лукашенка.

## Склад збірок
Роз'єднання радянської Білорусі з Литвою та Польщею перевело відповідні литовські і польські твори в розряд закордонного мистецтва. Найбільшим в повоєнний період став радянський та російський відділ — на тлі значної русифікації  Білорусі як республіки. Твори російських художників походили перебільшено з приватних колекції. Але довга відсутність розробленої концепції розвитку музею обумовила випадковість набраних експонатів. Найбільш повно представлено мистецтво Російської імперії та СРСР - при відсутності багатьох художників чи цілих періодів, представлених пунктиром або випадковими, або  не найкращими творами (Левицький Дмитро Григорович, майстри ампіру і пізнього класицизму, передвижники, Світ мистецтва (товариство)). Серед найкращих здобутків музею російського відділу - низка творів Костянтина Коровіна та ескізи Михайла Нестерова. Серед творів Михайла Врубеля — невелика збірка його майоліки.

## Галерея

### Мистецтво Російської імперії

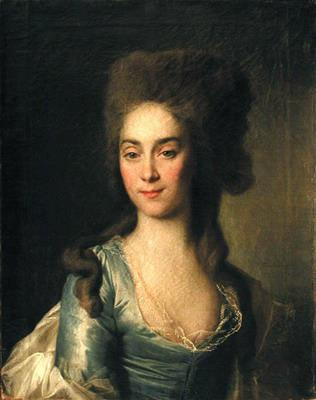
Левицький Дмитро Григорович. «Портрет Тетяни Рознатової», 1781
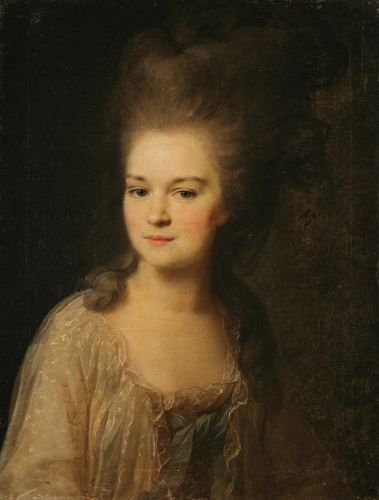
Федір Рокотов. «Портрет Анни Кутайсової». Початок 1780-х
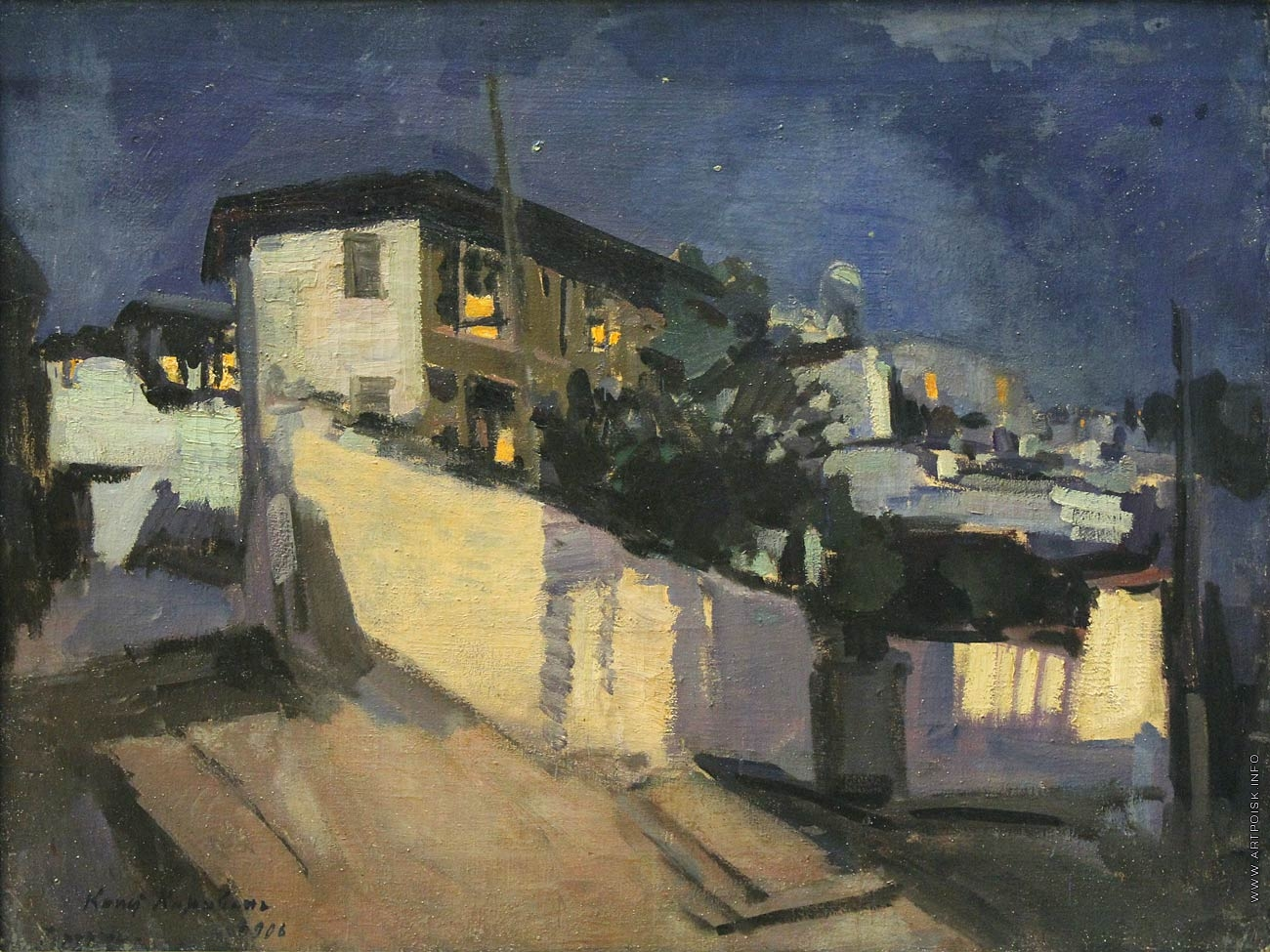
Костянтин Коровін. «Гурзуф. Вечір», 1906
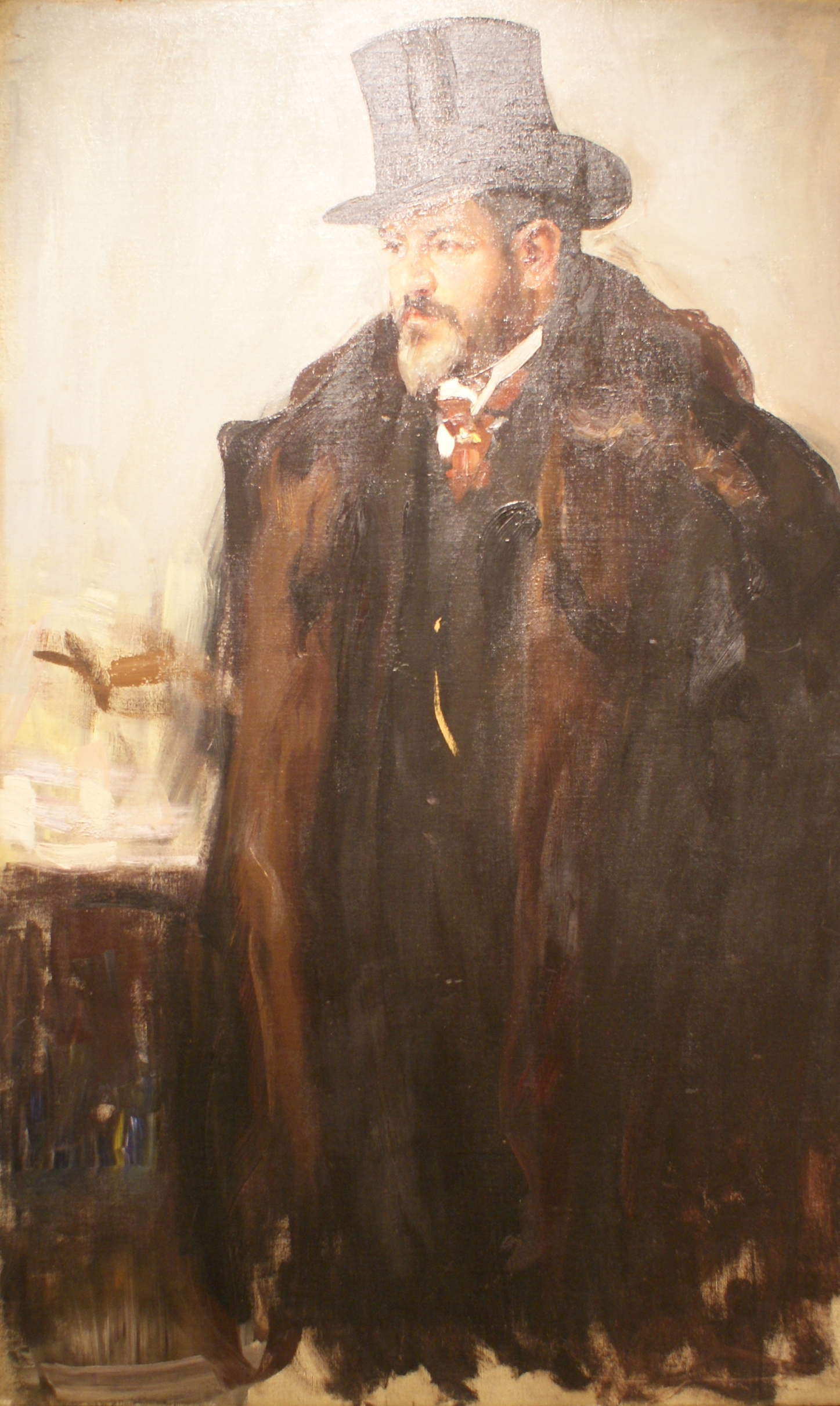
Мурашко Олександр Олександрович. Портрет Л. М. Бенуа. Полотно, олія
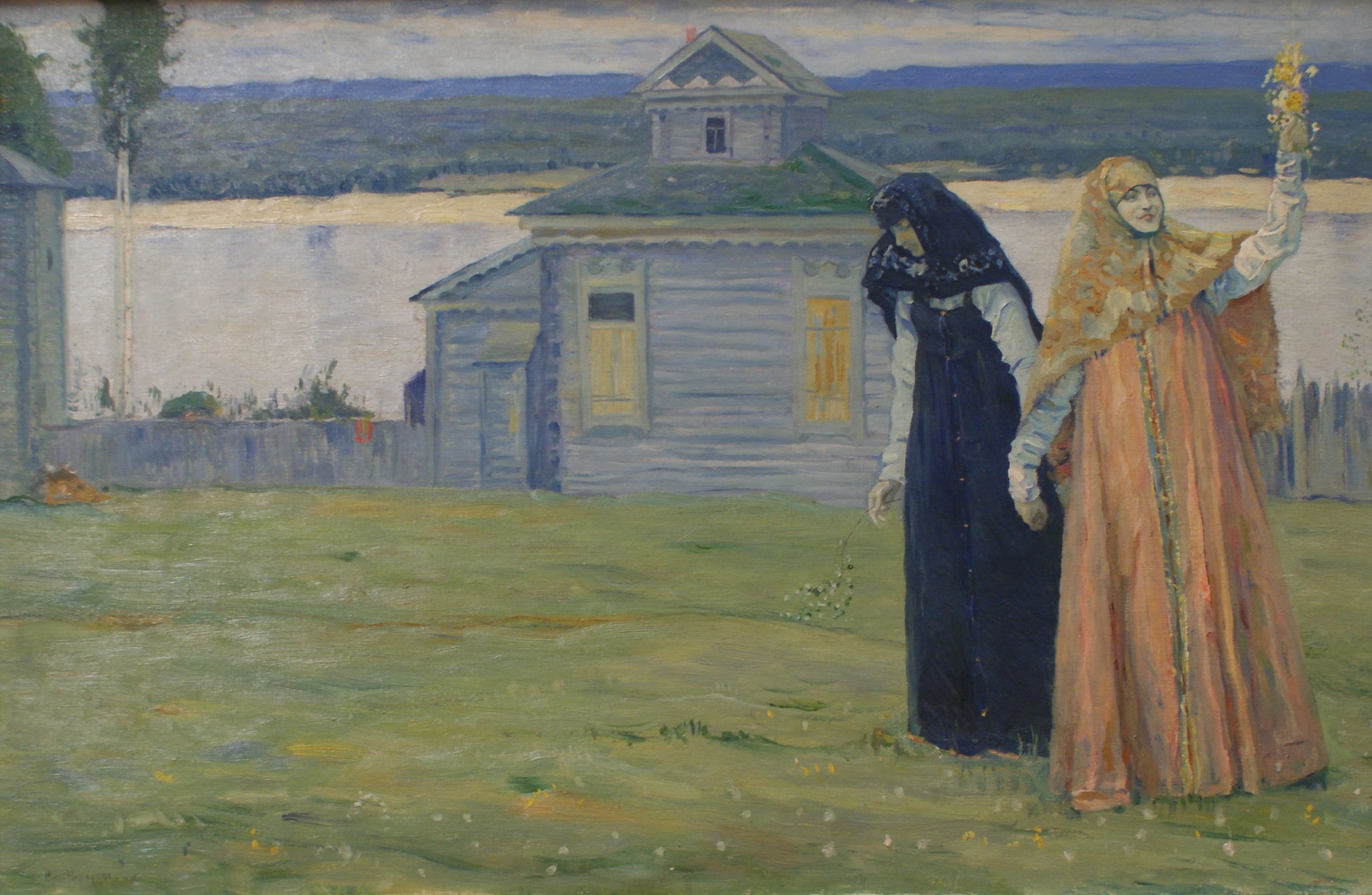
Михайло Нестеров. «Сестри», 1915
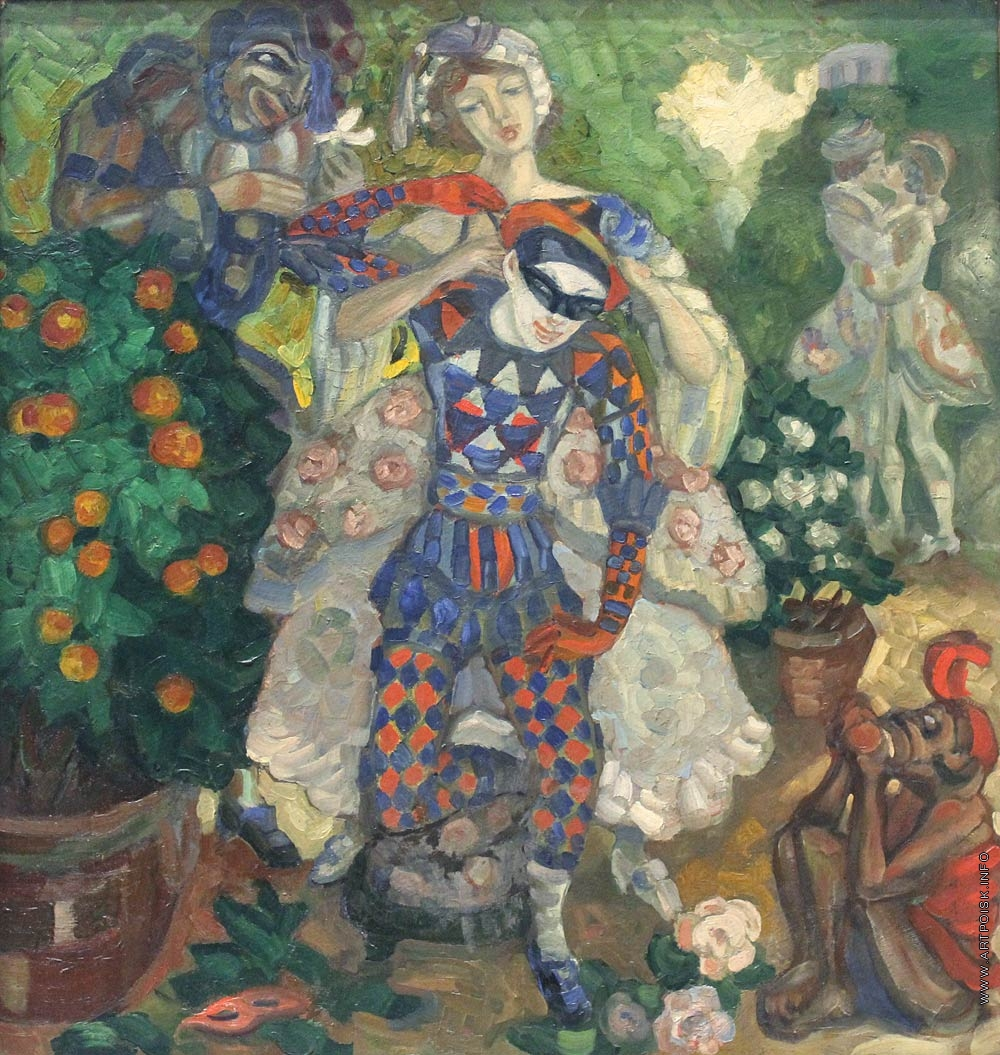
Сергій Судєйкін. «Пантоміма», 1914
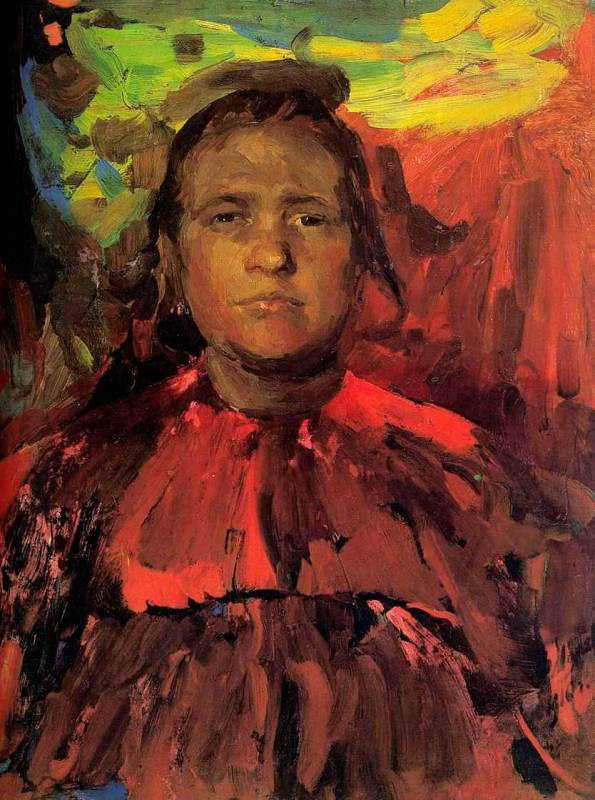
Філіп Малявін. «Російська селянка», 1916
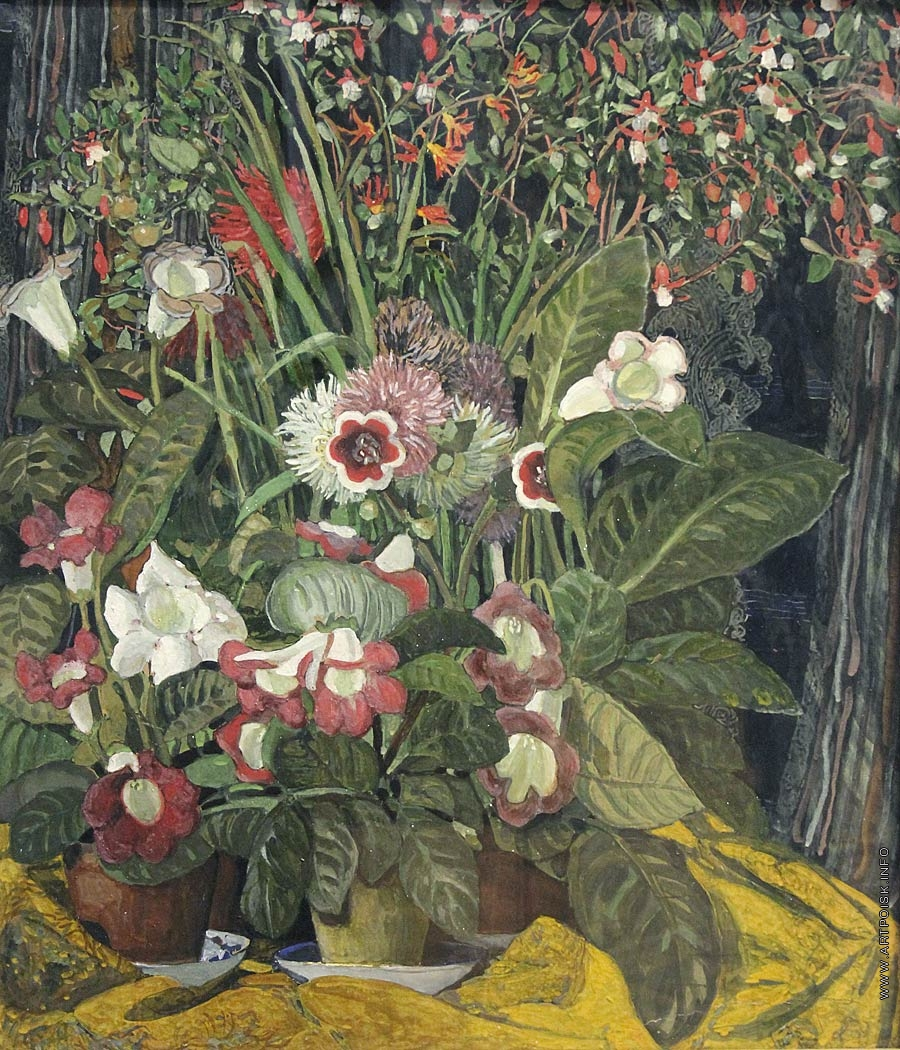
Олександр Головін. «Квіти на столі», 1910-ті
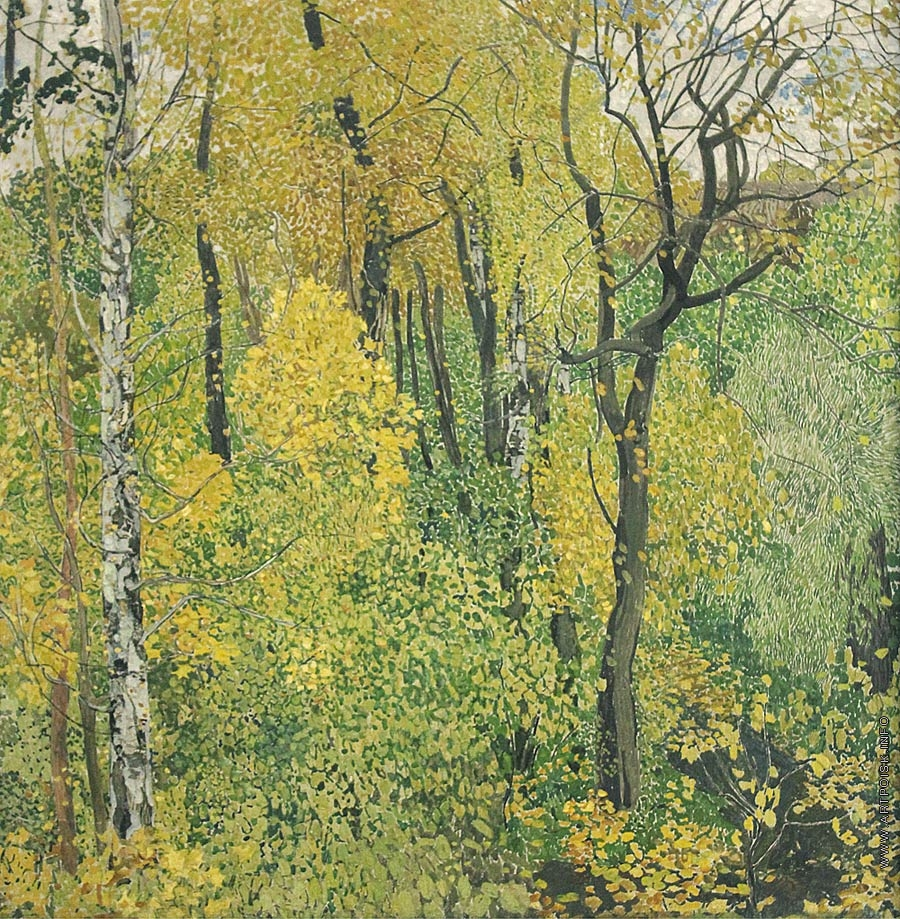
Олександр Головін. «Осінній пейзаж», 1910-ті
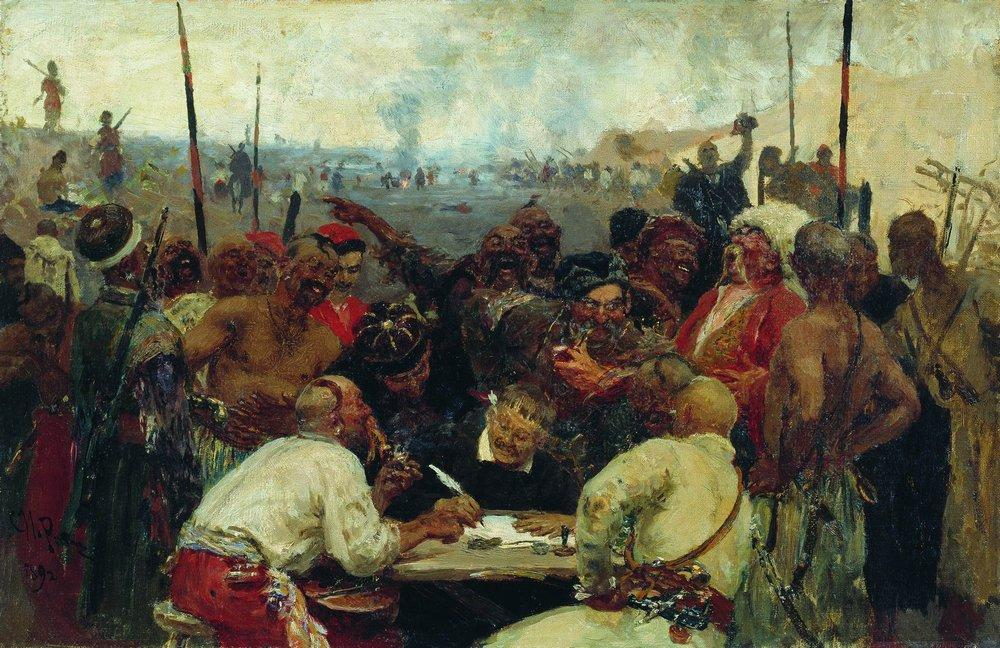
Худ. Ілля Рєпін. Запорожці пишуть листа турецькому султану. Ескіз.
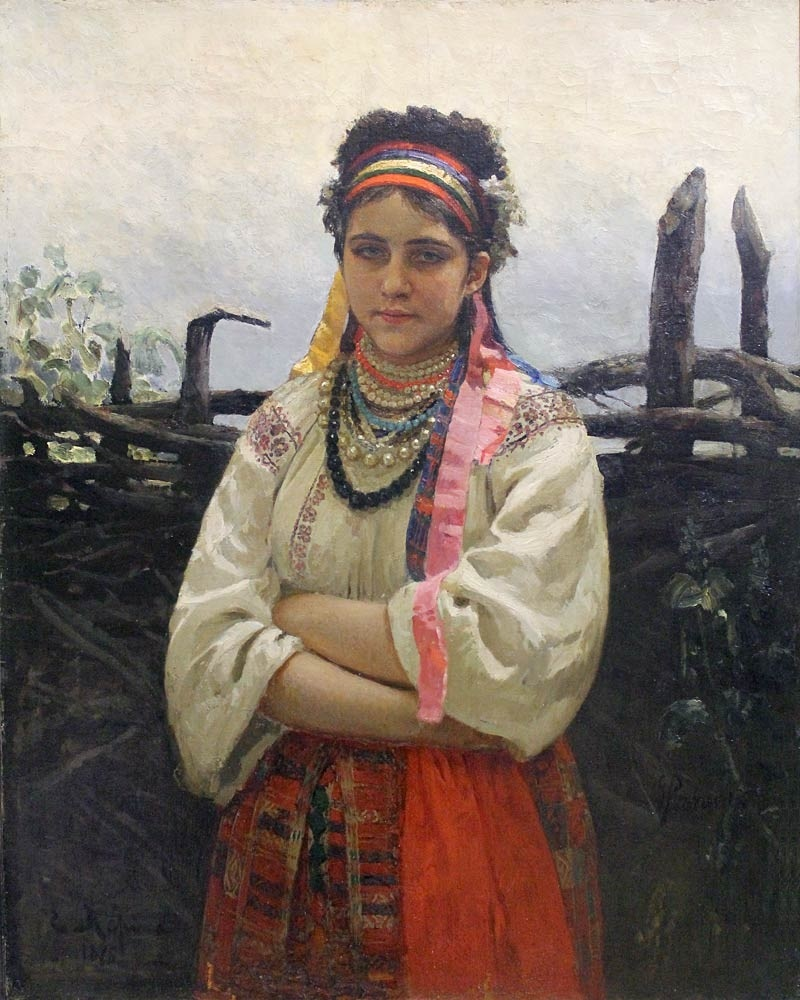
Ілля Рєпін. «Українка біля тину», 1876
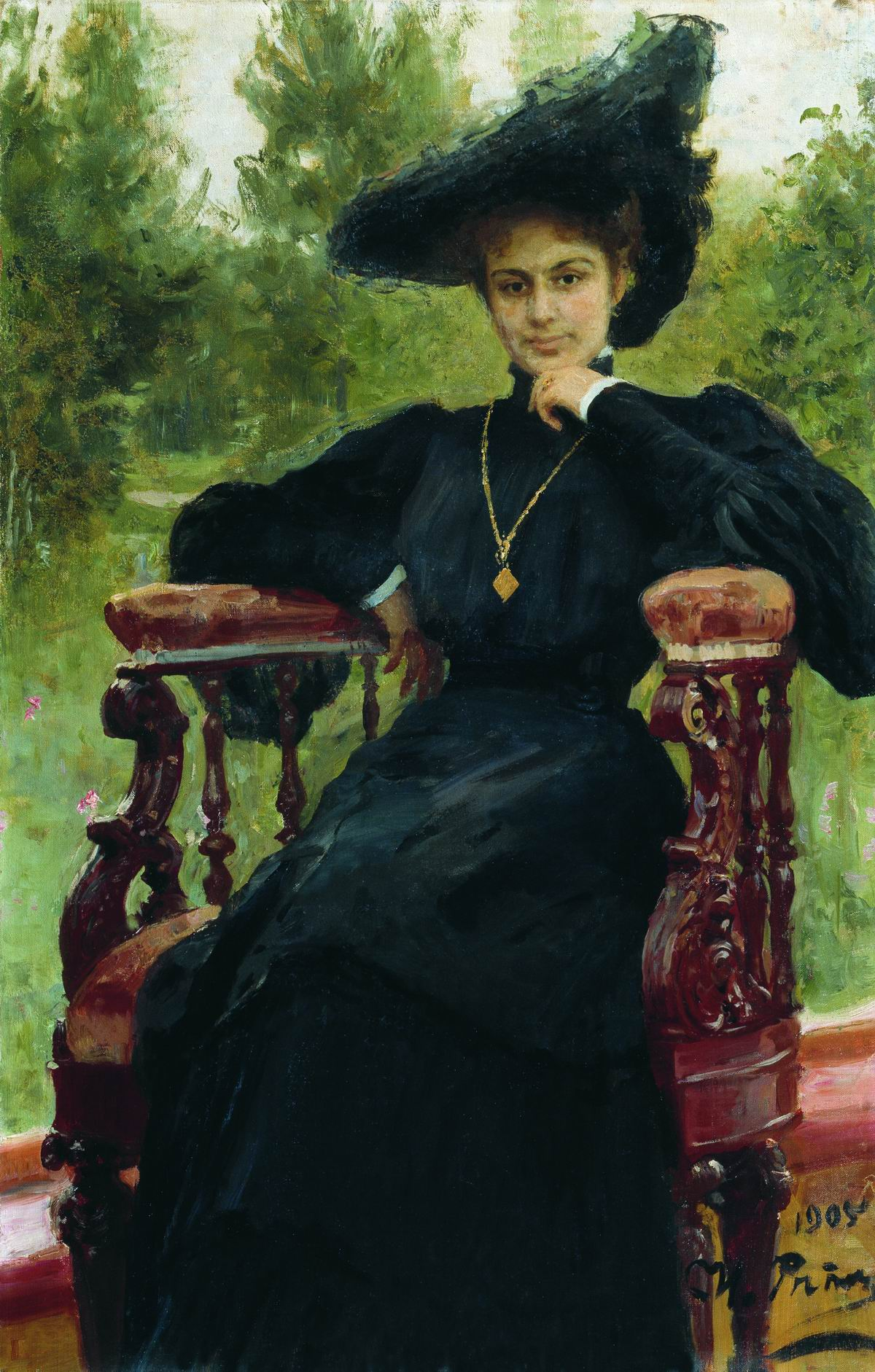
Ілля Рєпін. «Акторка Марія федорівна Андрєєва», 1905
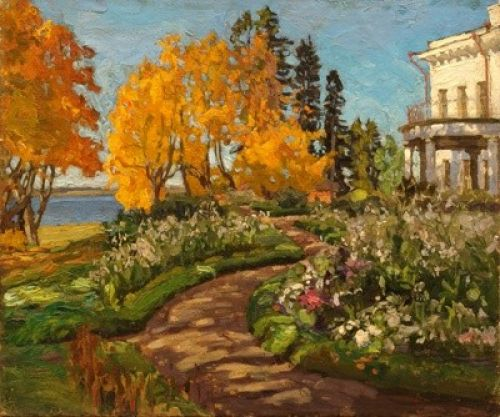
Станіслав Жуковський. «Садиба восени», 1906
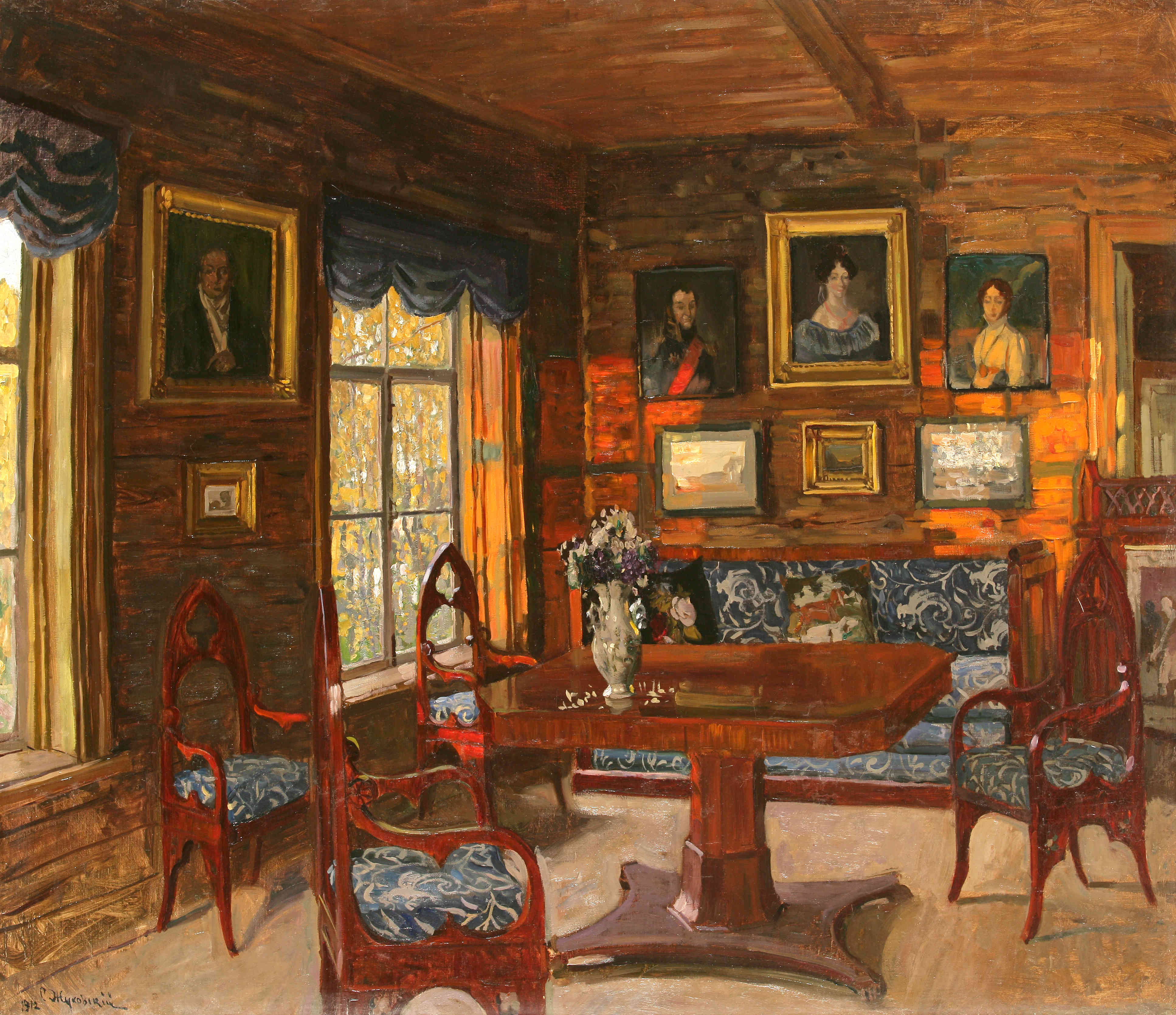
Станіслав Жуковський. «Минуле. Кімната дворянської садиби», 1912
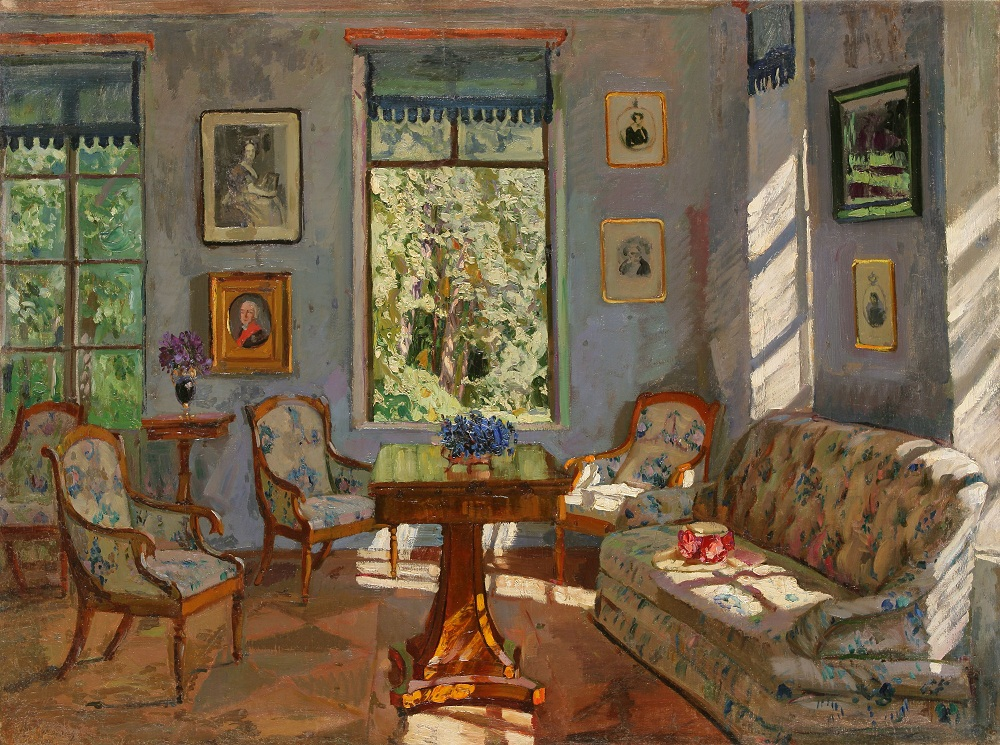
Станіслав Жуковський. «Кутова гостинна», 1916
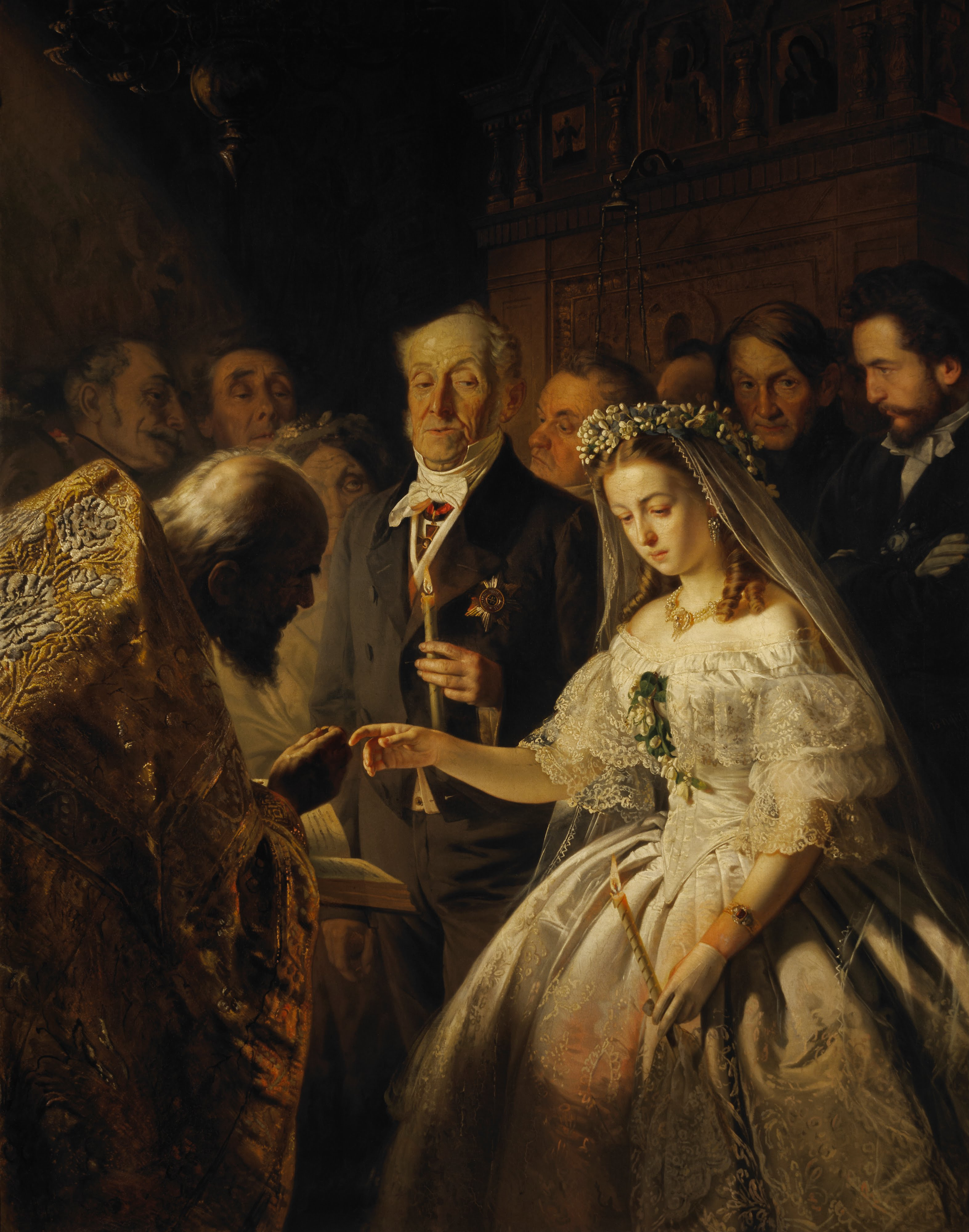
Василь Пукирєв. «Нерівний шлюб». Авторський варіант, 1875
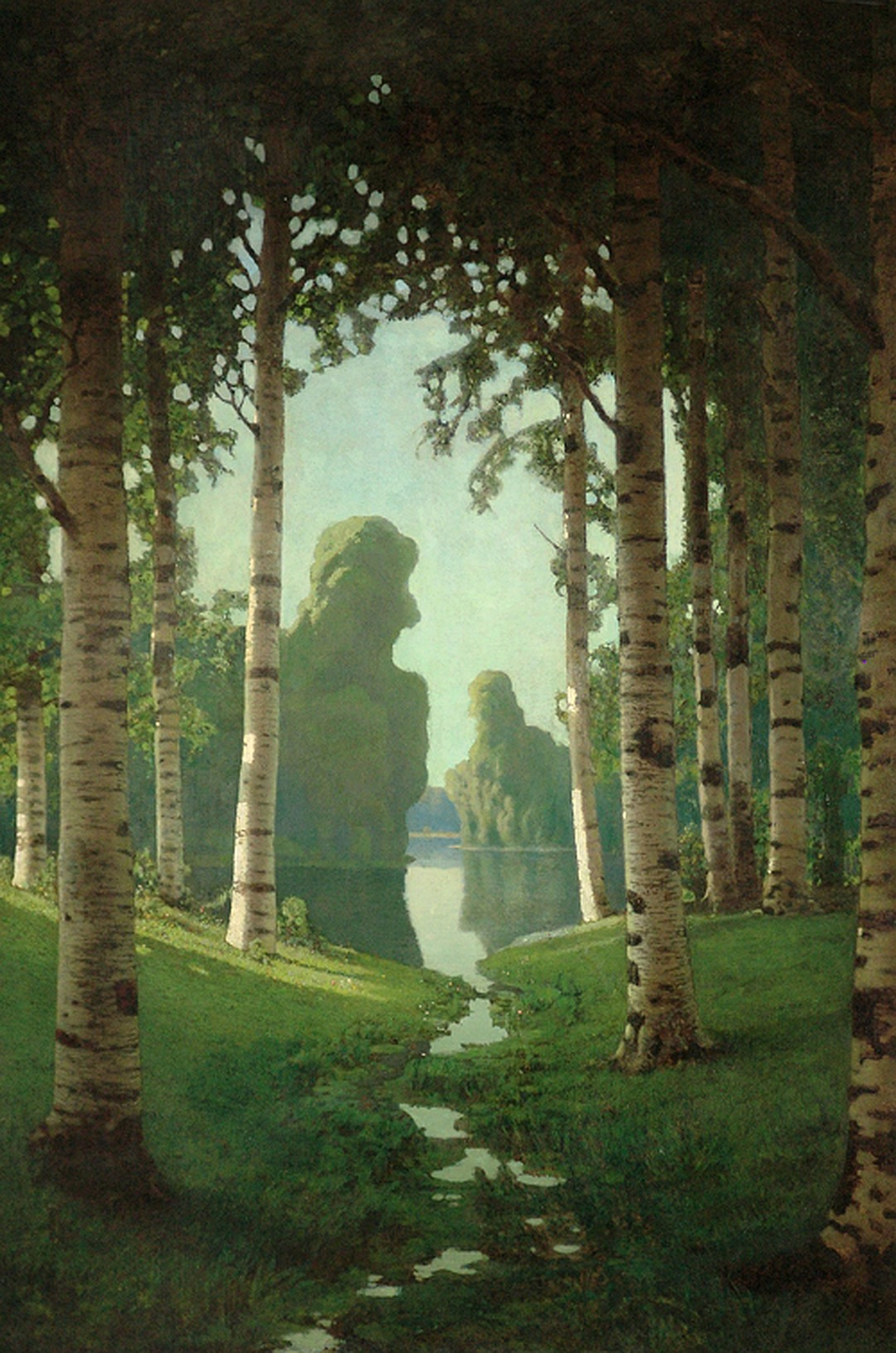
Архип Куїнджі. «Березовий гай», 1901
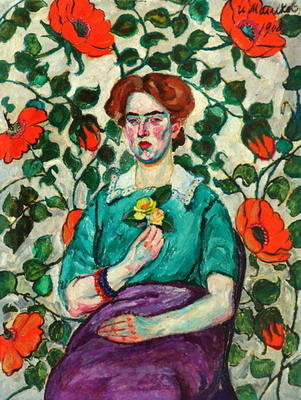
Ілля Машков. «Портрет жінки», 1908
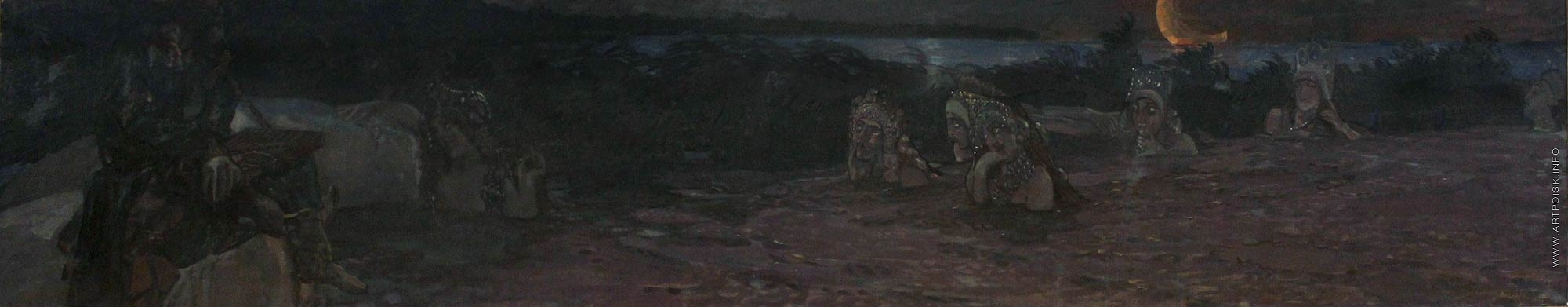
Михайло Врубель. «Садко», 1898—1899

### Білоруське мистецтво

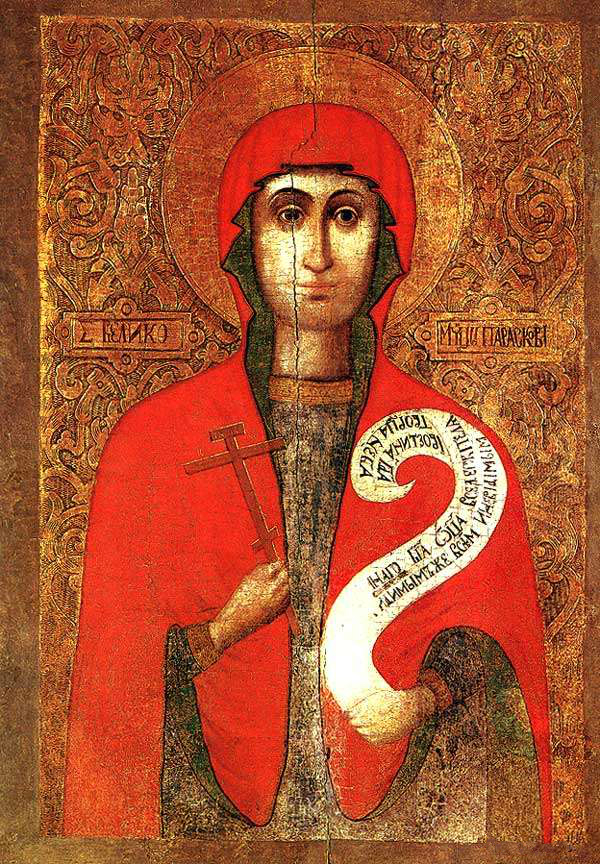
«Параскева». Середина — вторая половина XVI в.
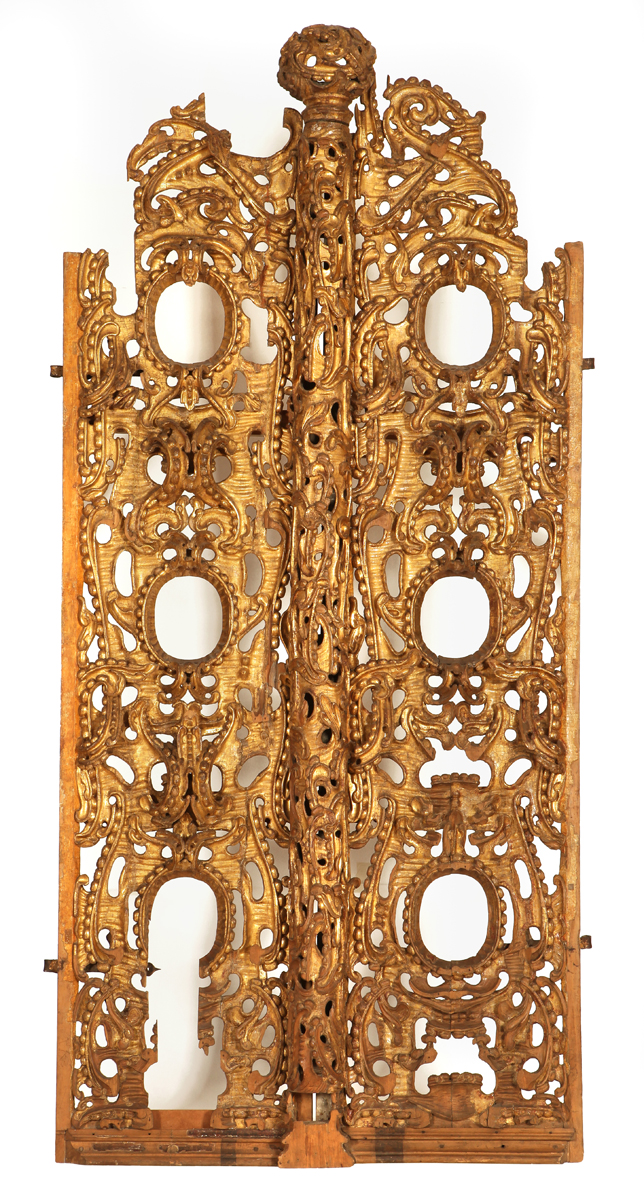
Царські ворота, XVI в.
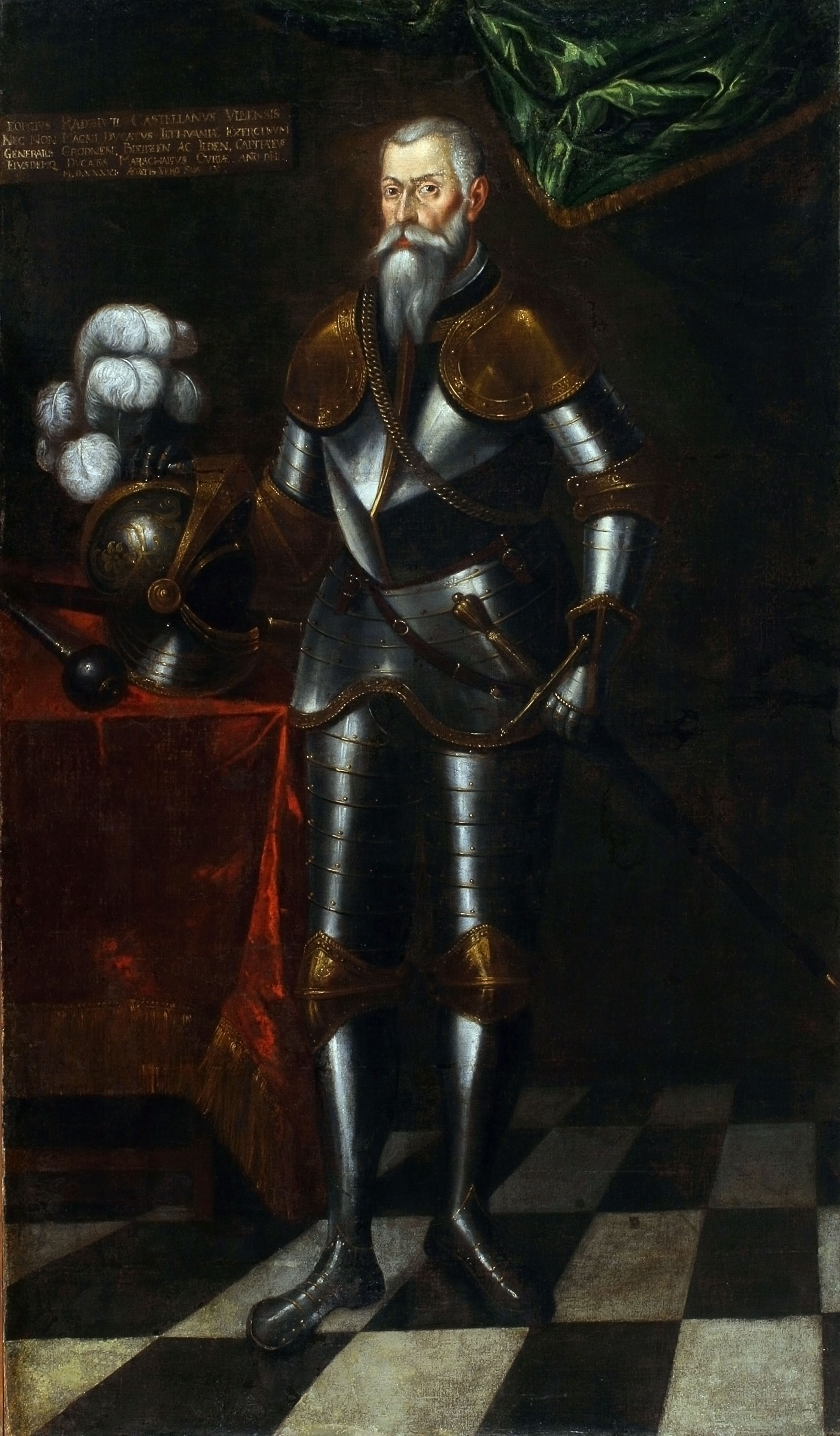
Анонім. «Портрет Юрія I Радзивілла». Перша половина XVII ст.
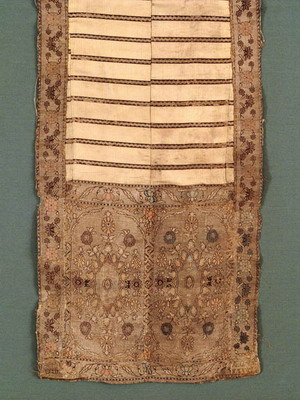
«Слуцький пояс», XVIII ст.
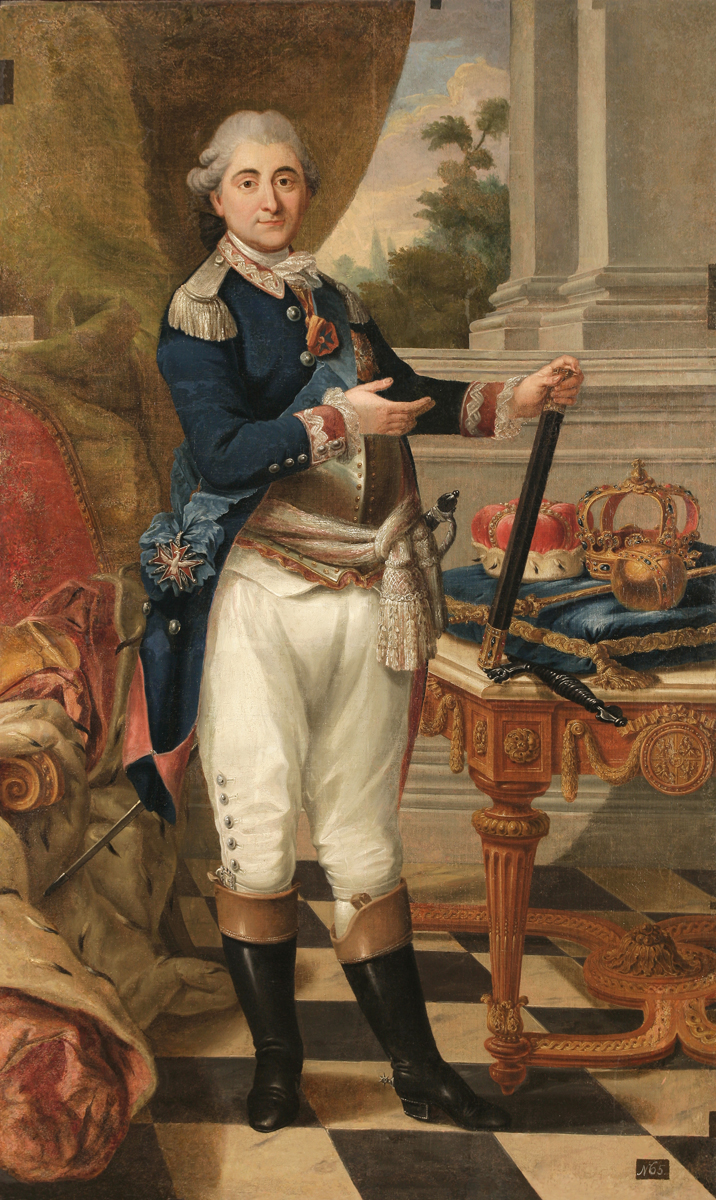
Юзеф Хескі. «Портрет Станіслава Августа Понятовського». 1783
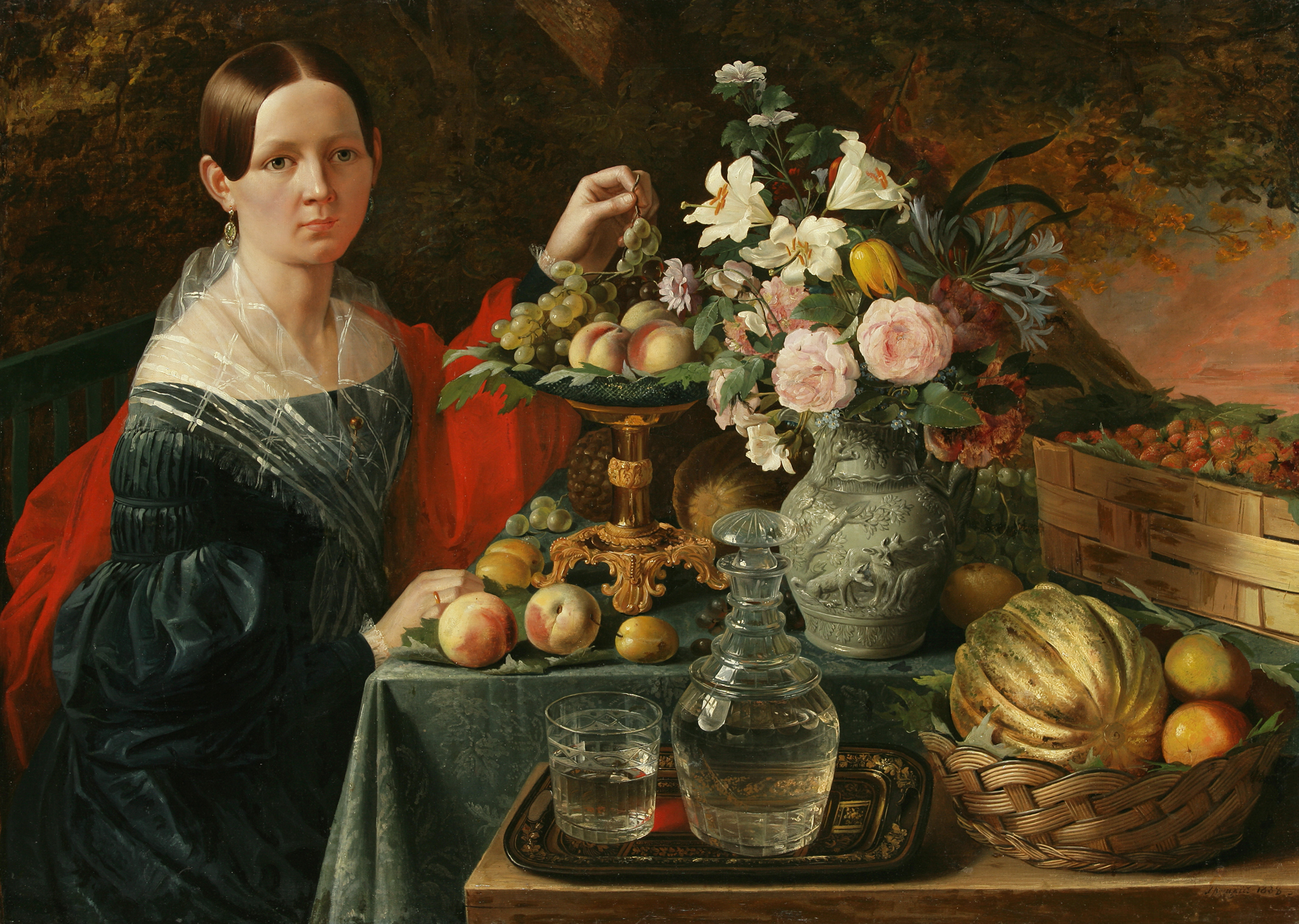
Іван Хруцький. «Портрет невідомої з квітами та плодами», 1838
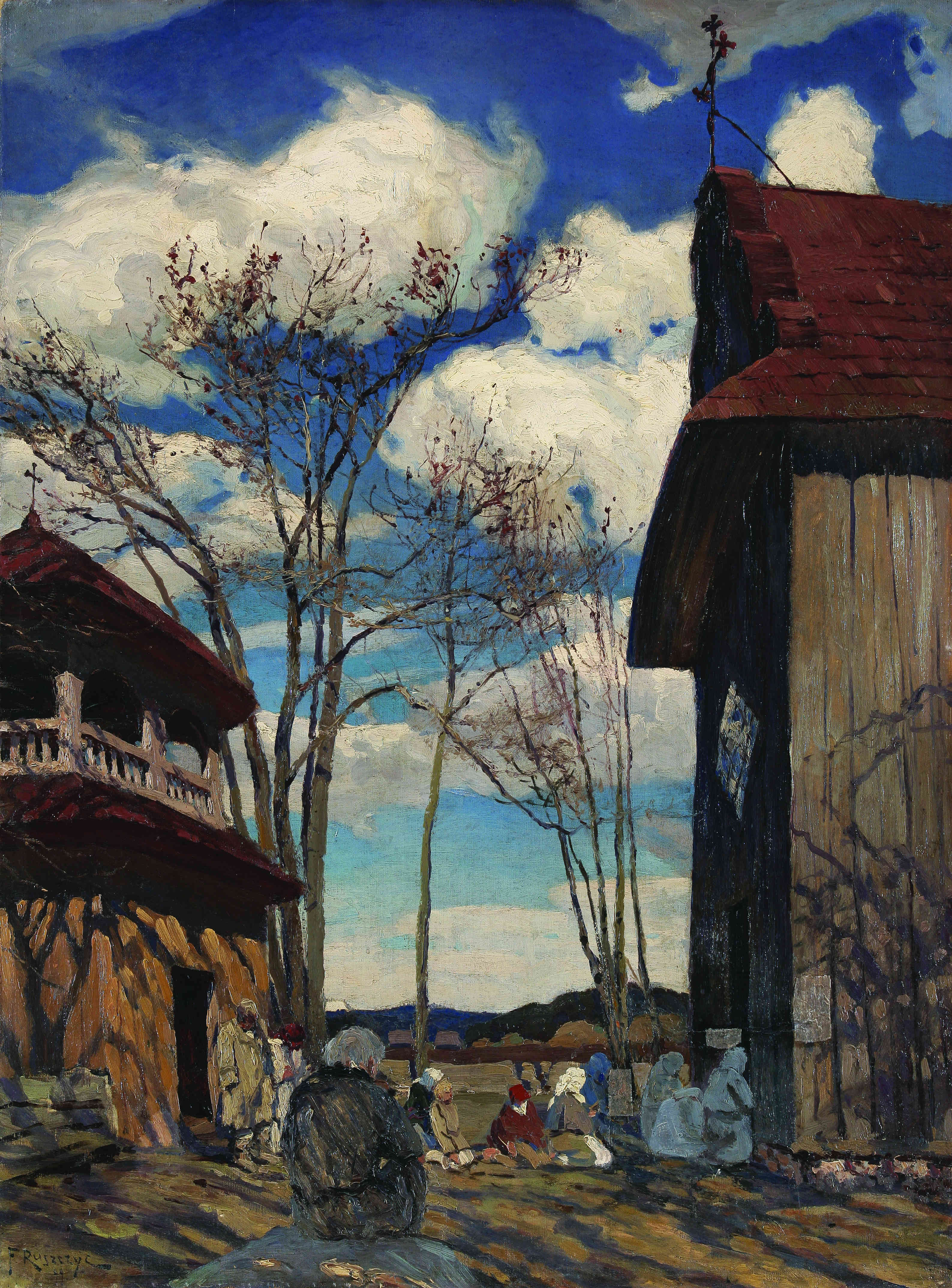
Фердинанд Рущиц. «Біля костелу», 1899
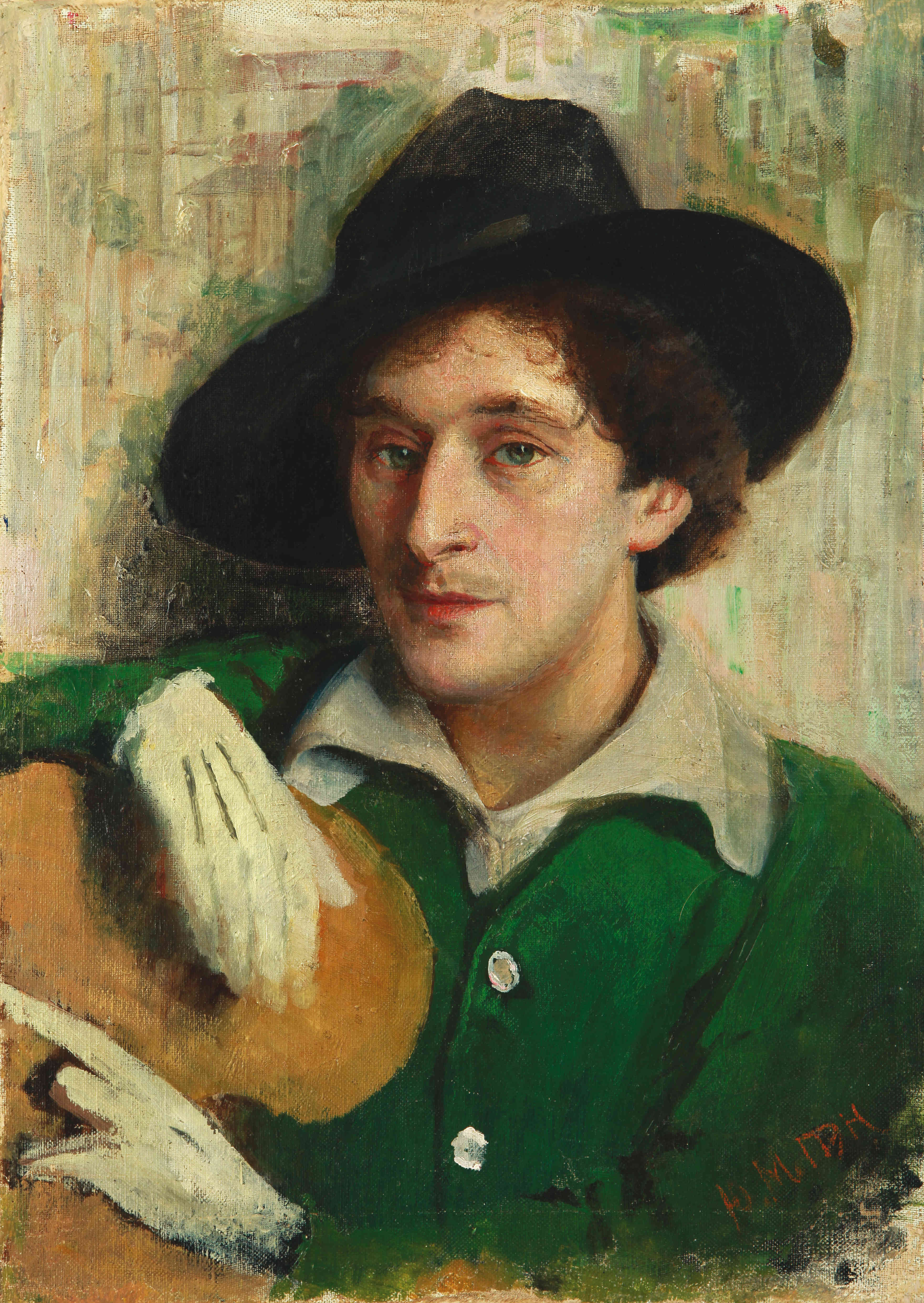
Юдель Пен. «Портрет Марка Шагала». Середина 1910-х.
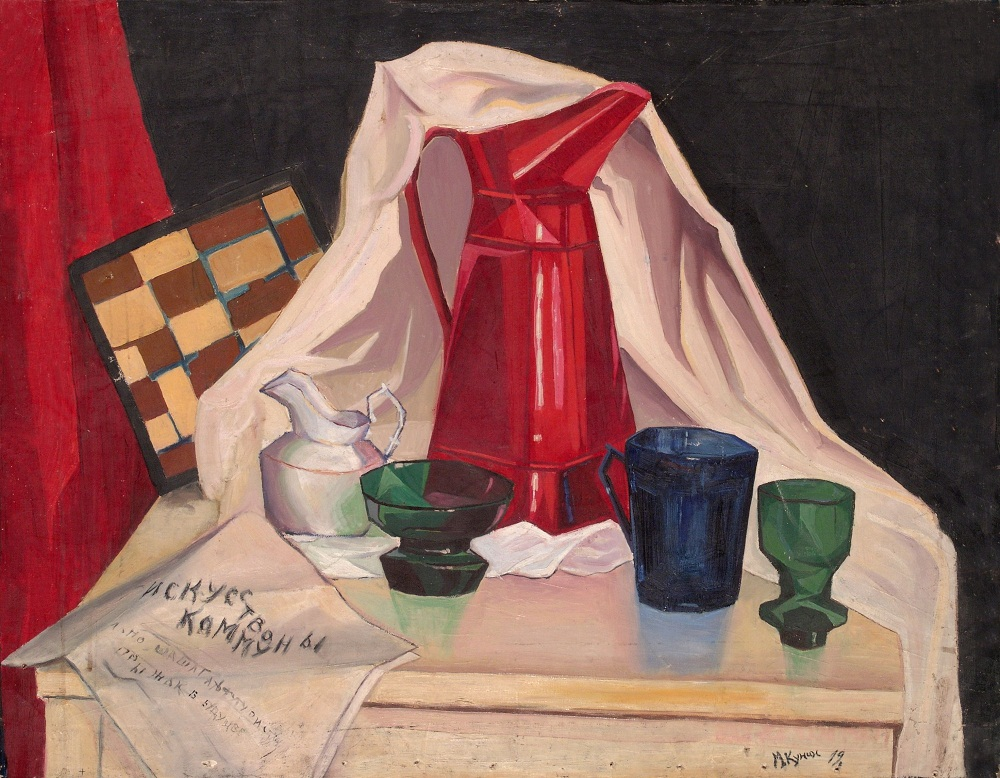
М. Кунін. «Искусство коммуны». 1919
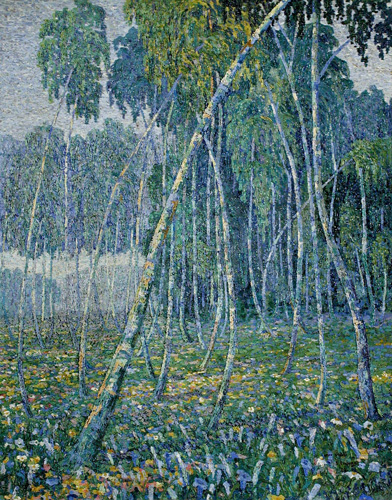
В. Кудревич. «Утро весны». 1924
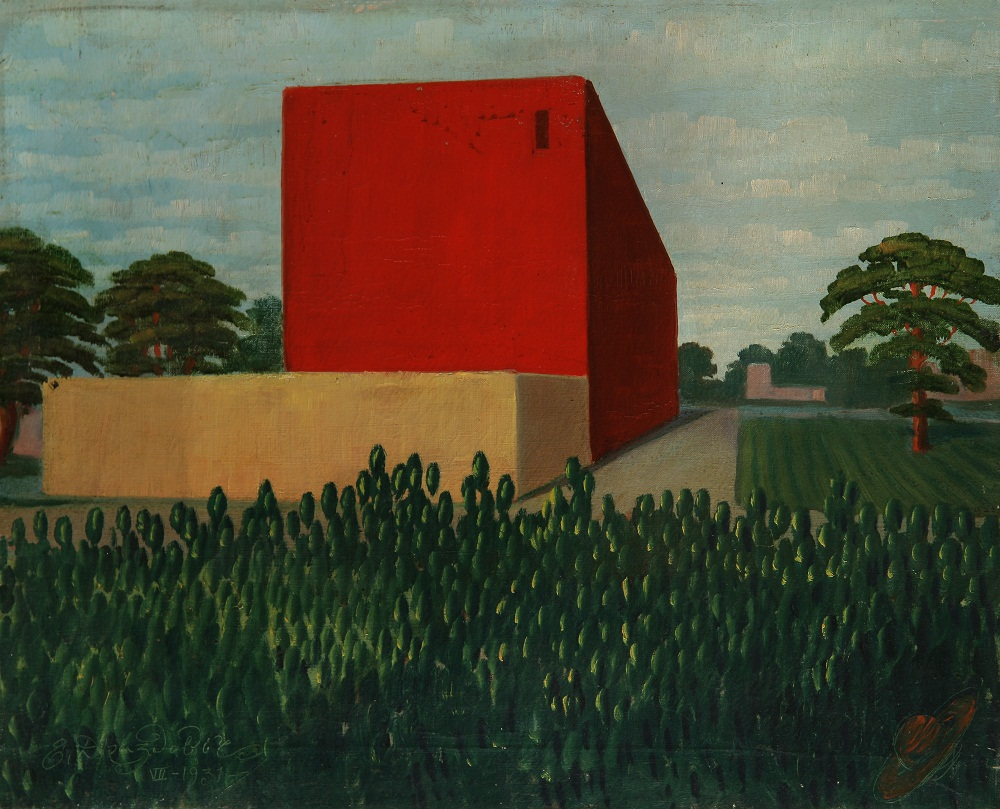
Я. Дроздович. «Обсерватория на кольце Сатурна». 1931
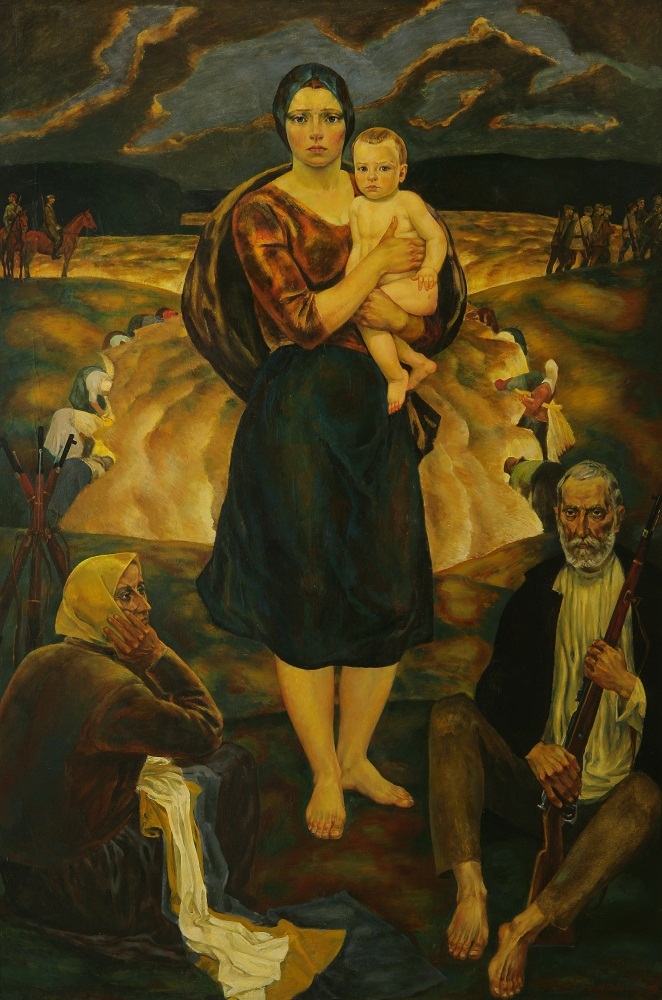
М. Савицький. «Партизанська мадонна». 1978
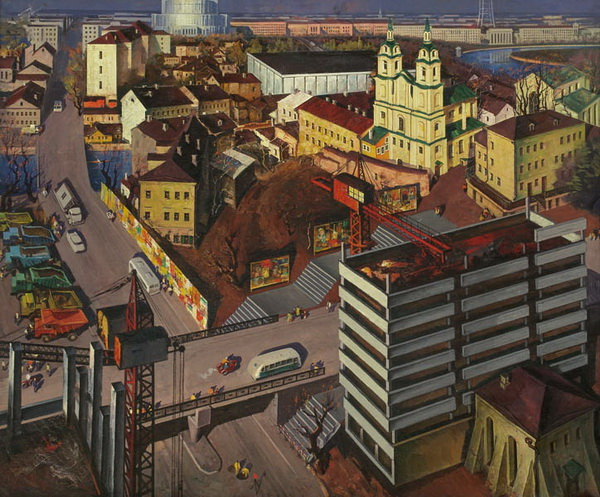
М. Данциг. «Мой город старый-молодой». 1972
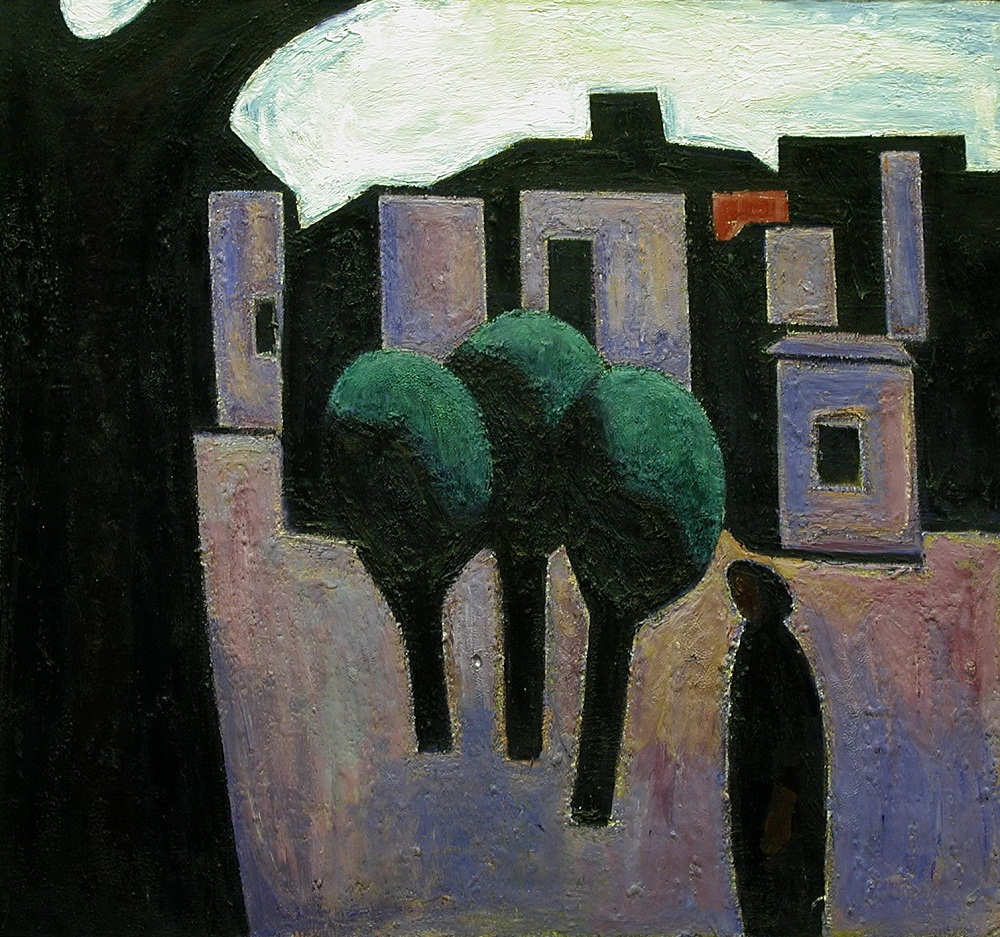
Израїль Басов. «Дома та дерева». 1972

### Європейське мистецтво

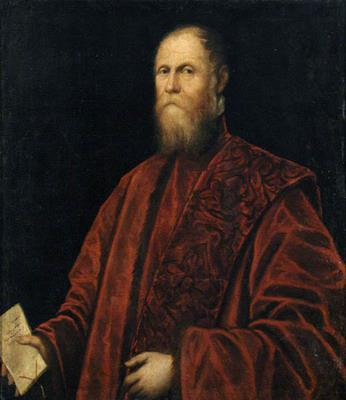
Венеційська школа, «Венеційський прокуратор з листом», сер. 16 ст.
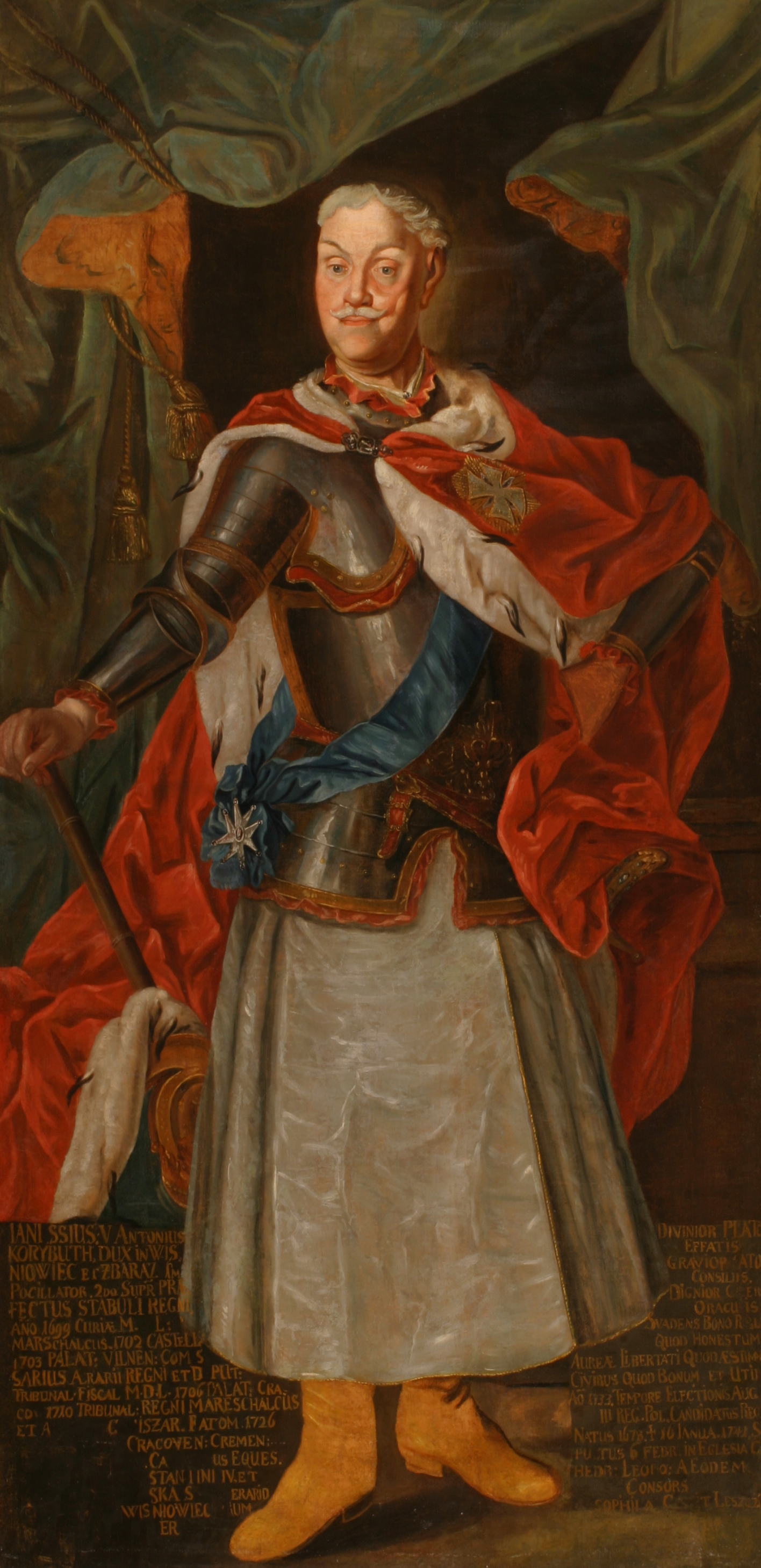
Анонім. Портрет Януша Антонія Вишневецького
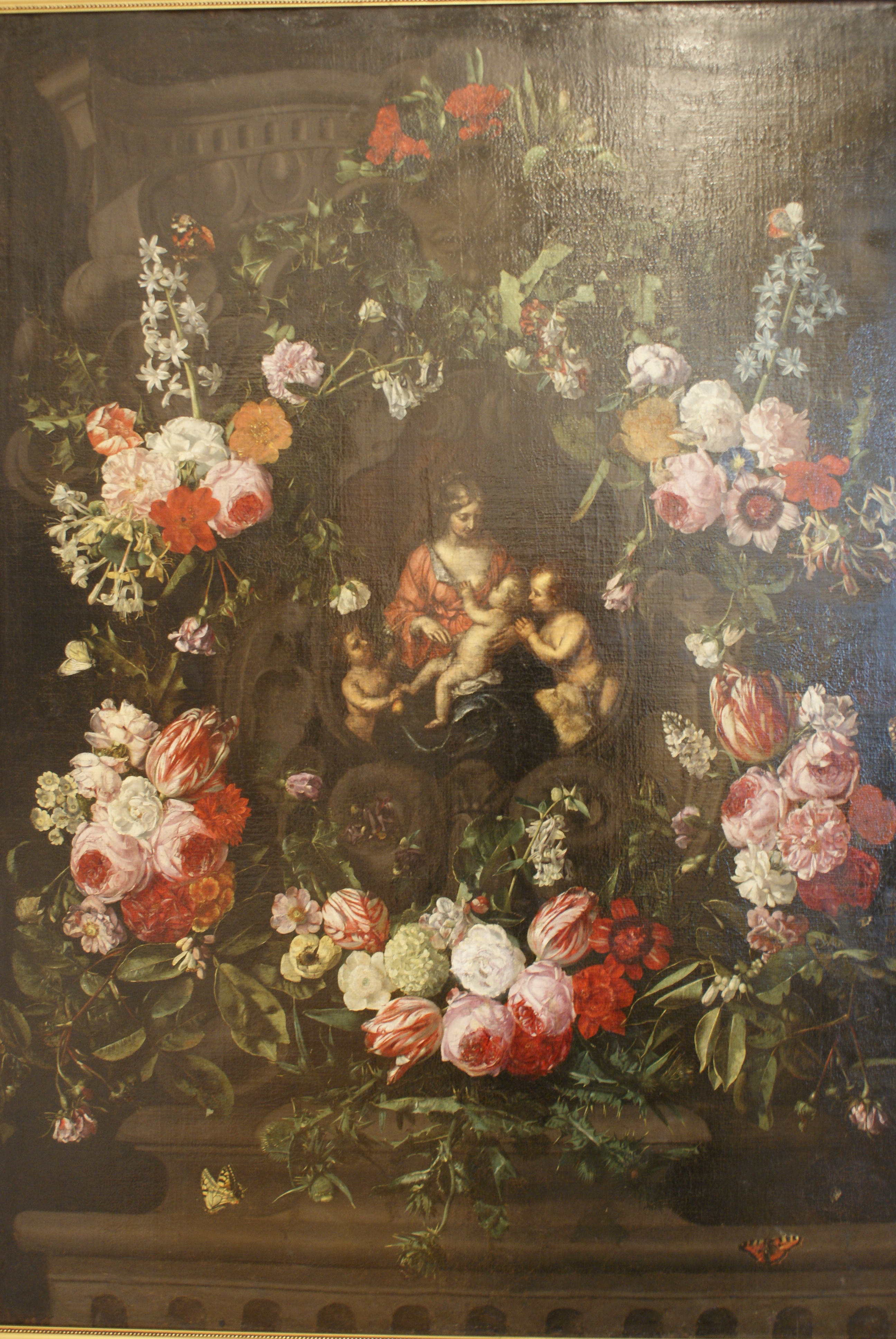
Деніел Сегерс. «Мадонна серед квітів». сер. 17 ст.
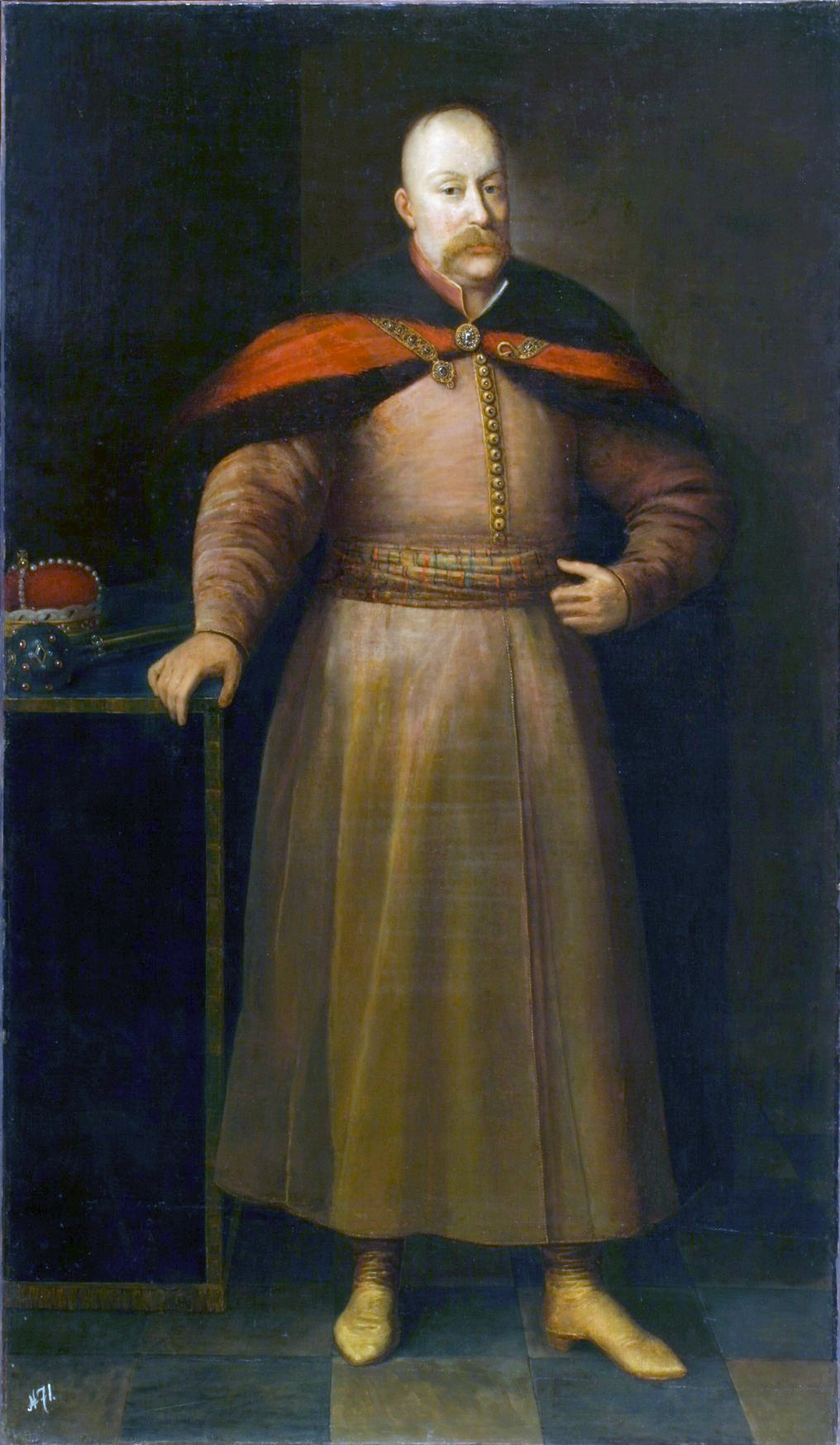
Д. Шульц. Портрет Януша Радзивілла (1612–1655)
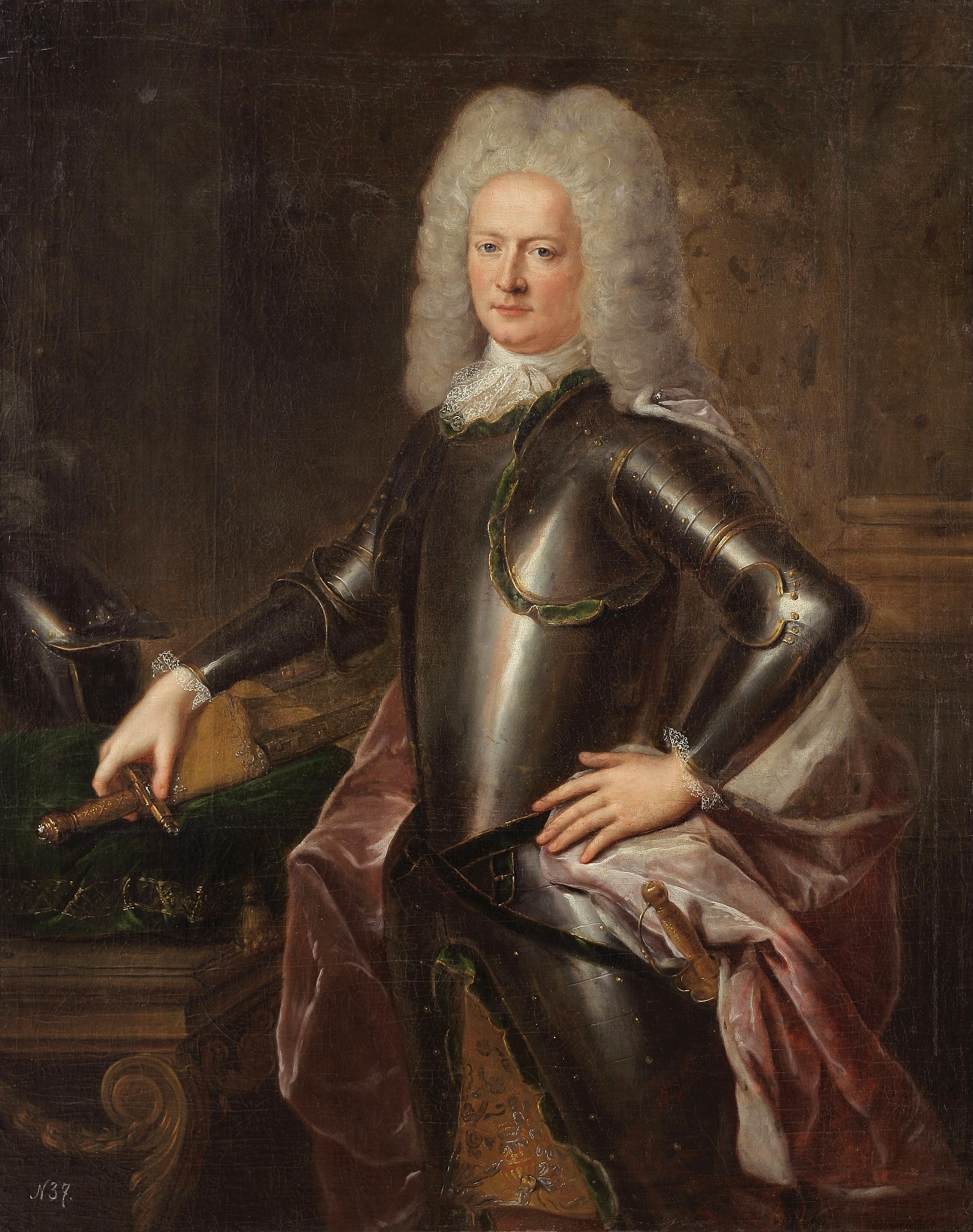
Анонім. «Якубас Генрікас Флемінгс», 1720-ті
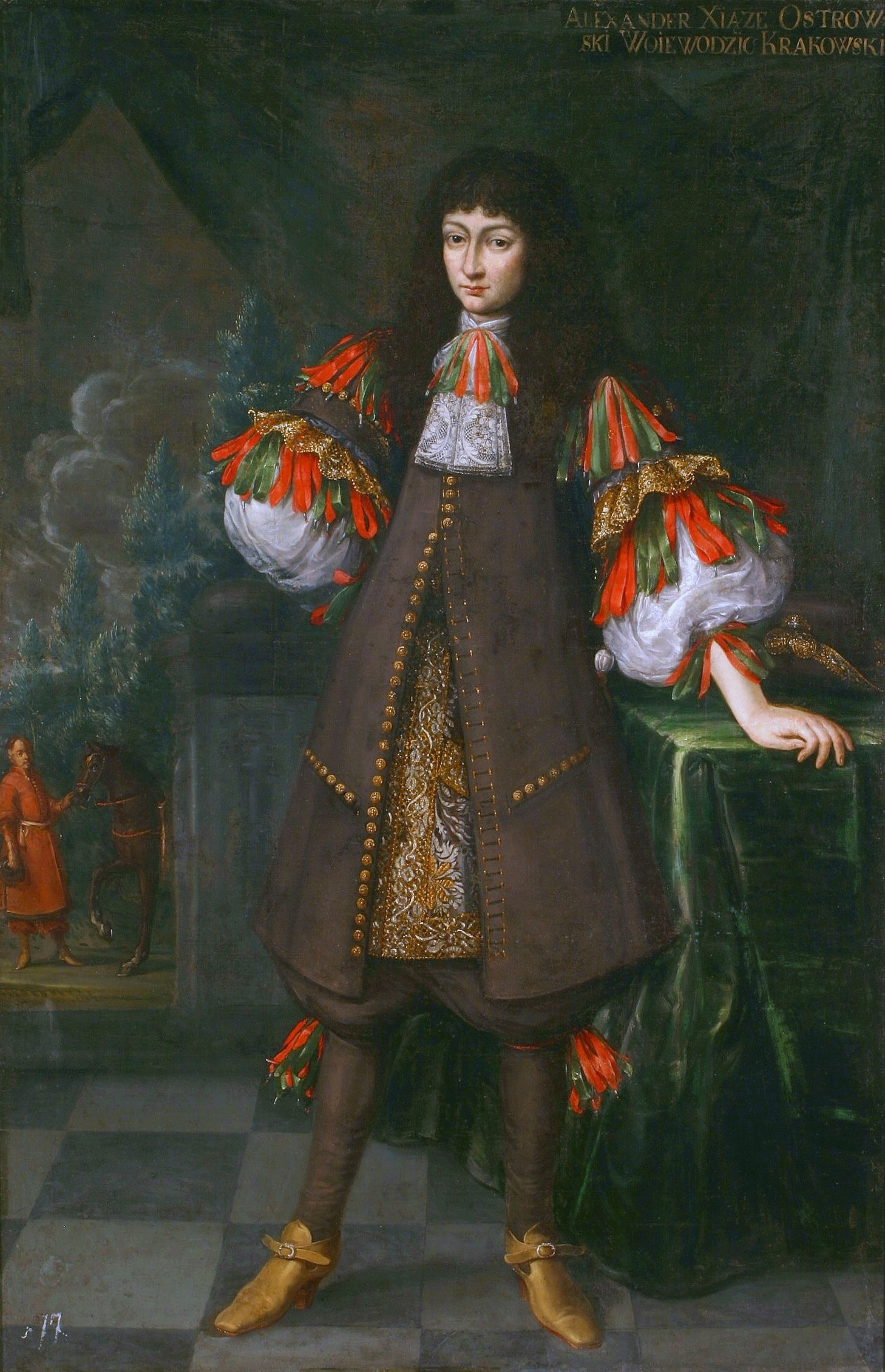
Андреас Стех. «Портрет Олександра Заславського-Острозького», бл. 1670
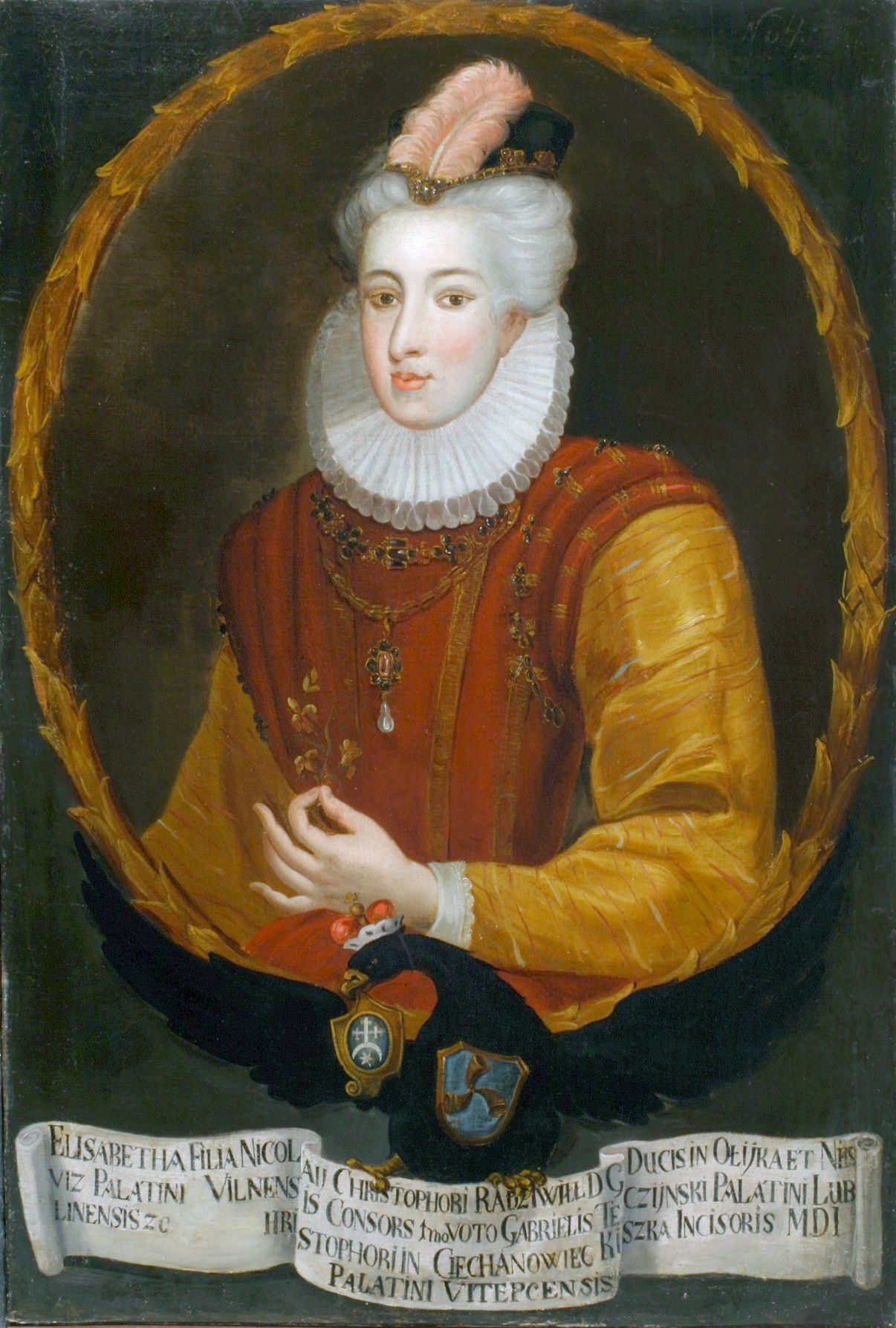
Анонім. «Елжбета Радзівілайте», до 1737
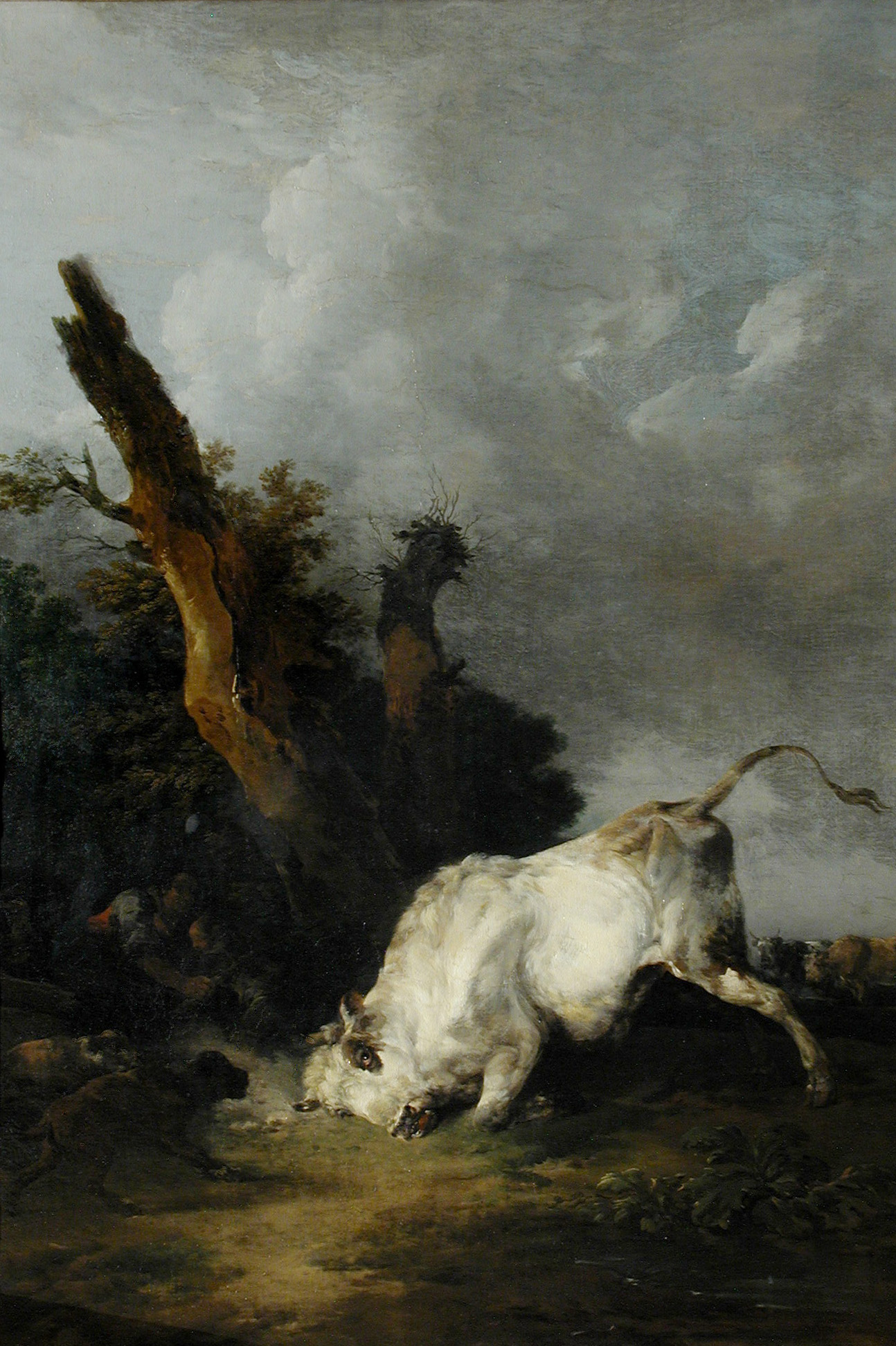
Франческо Казанова. Пейзаж з биком
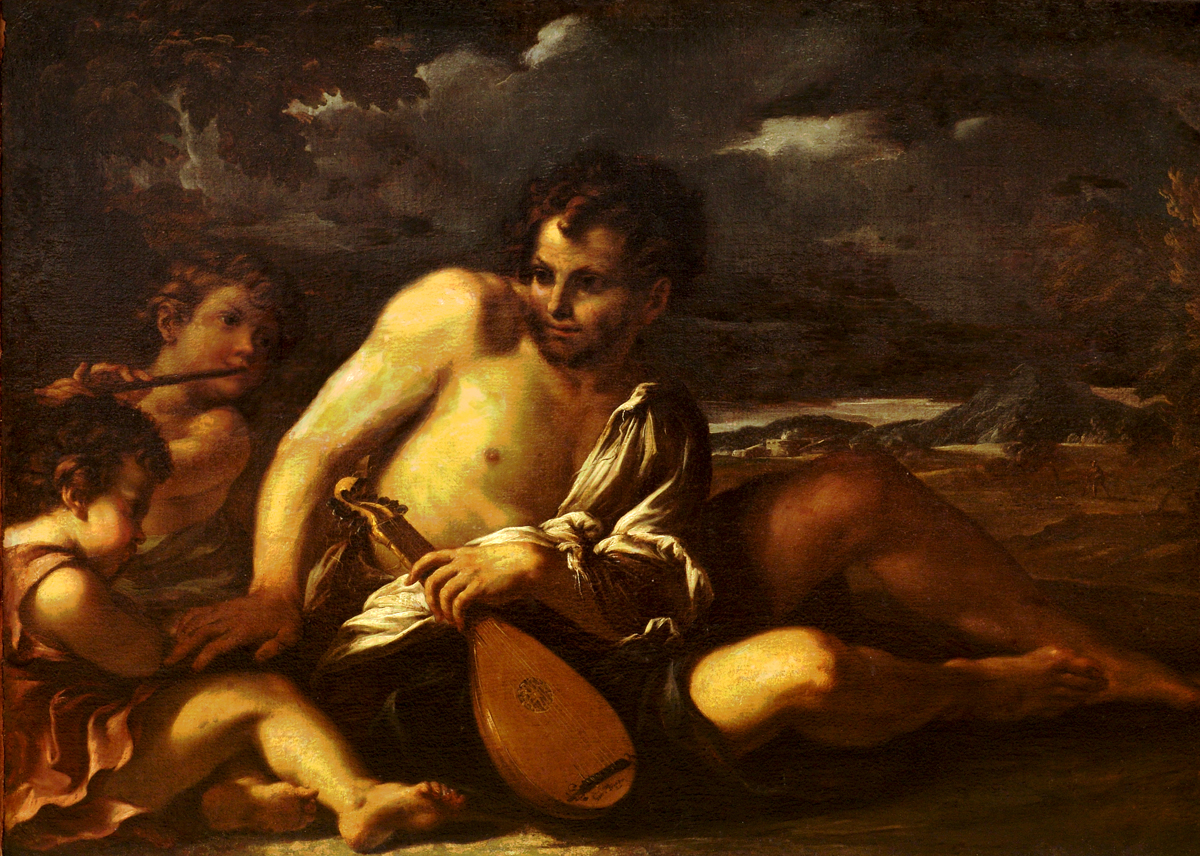
Джироламо Троппа. Міфологічний сюжет, 1710
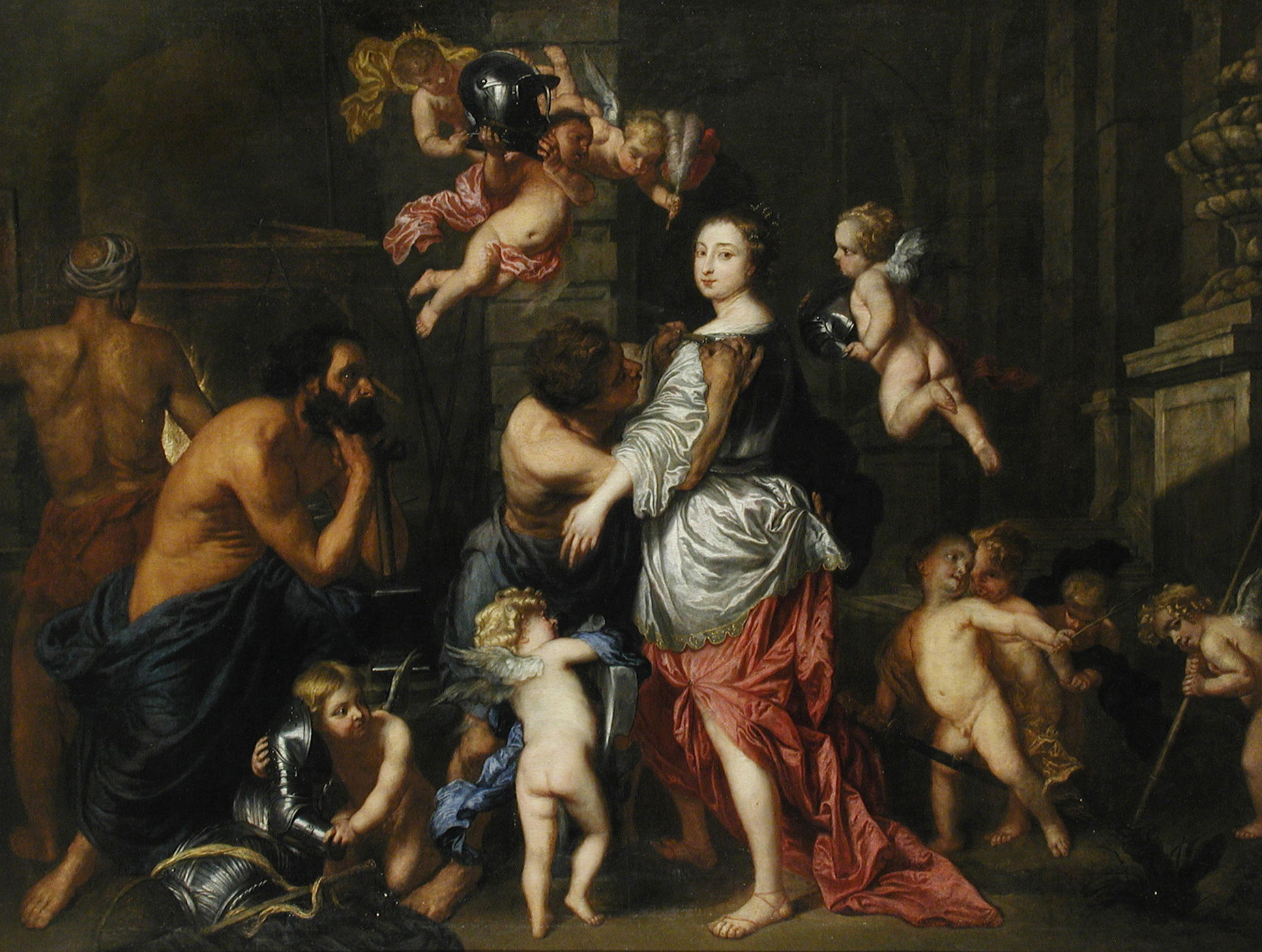
Пітер Тіз. Венера в ковальні Вулкана. XVII століття
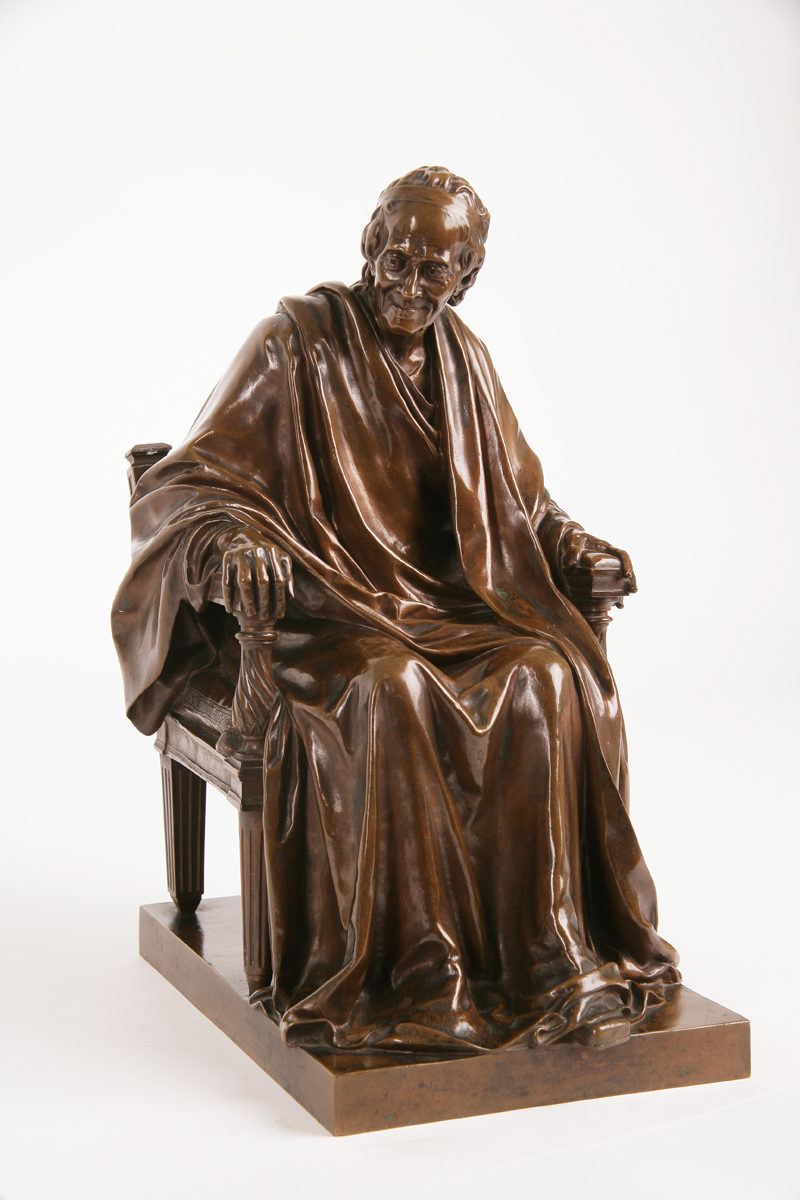
Жан-Антуан Гудон. Вольтер, що сидить у кріслі. Відлив після 1839

## Натюрморти в збірці

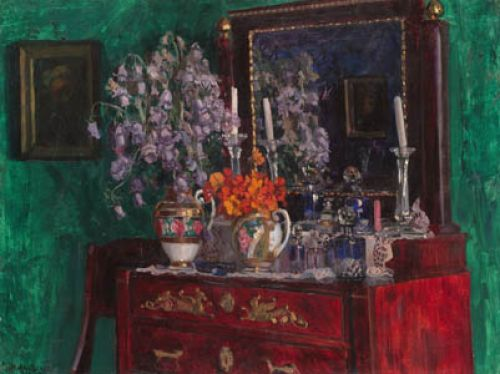
Станіслав Жуковський. «Квіти біля дзеркала», 1915
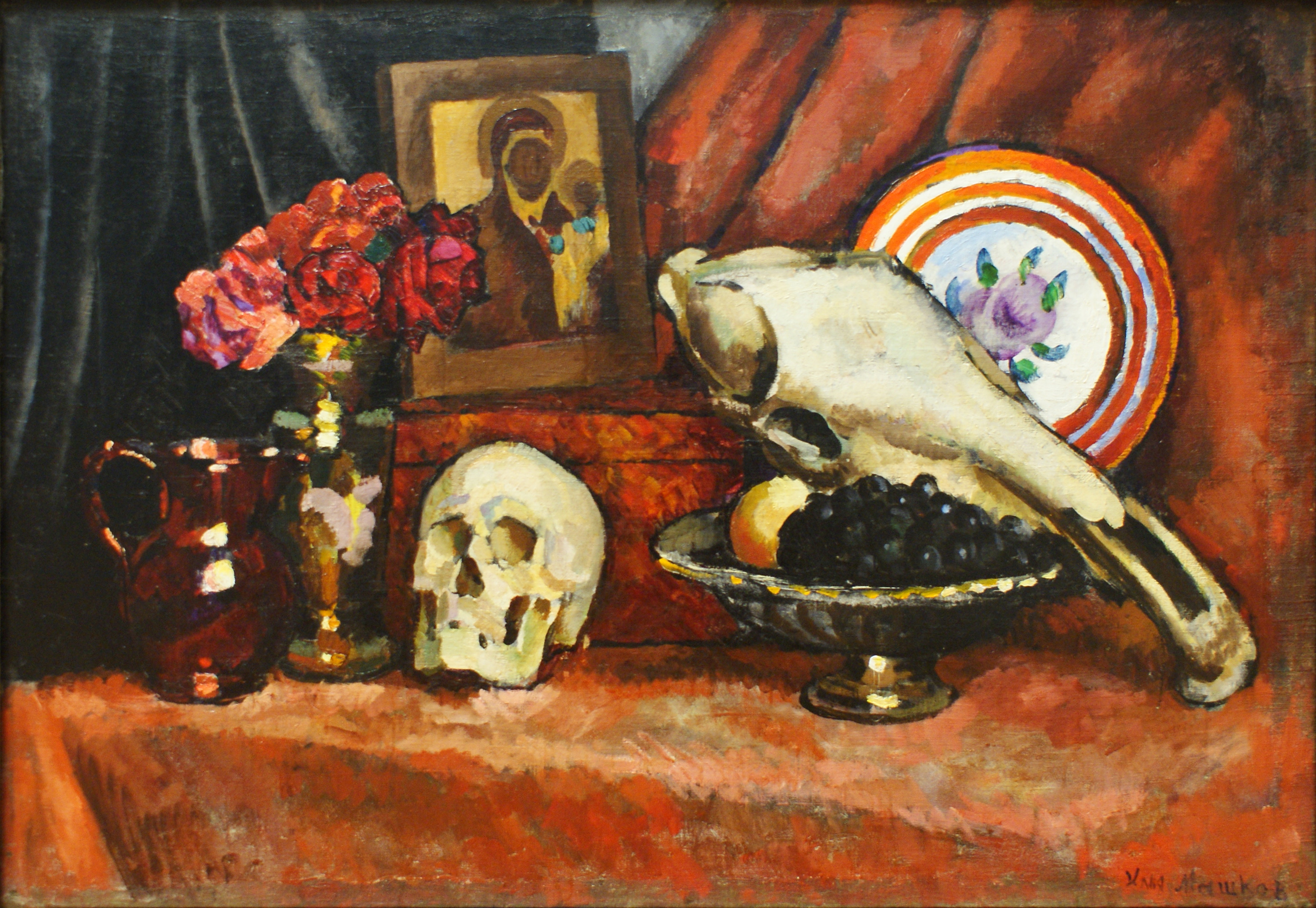
Машков Ілля Іванович. «Натюрморт з іконою та черепами»
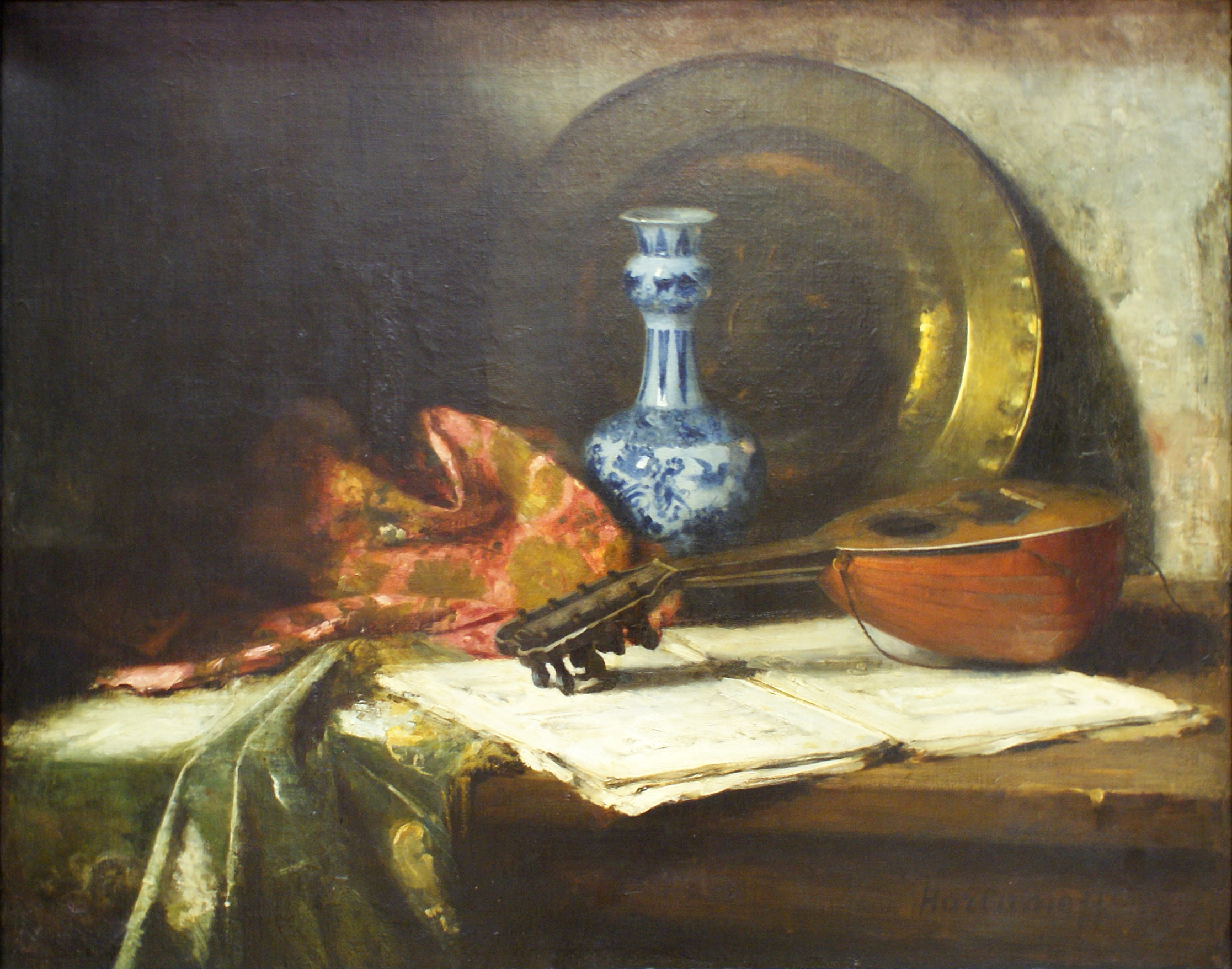
Олексій Харламов. «Посуд», до 1925
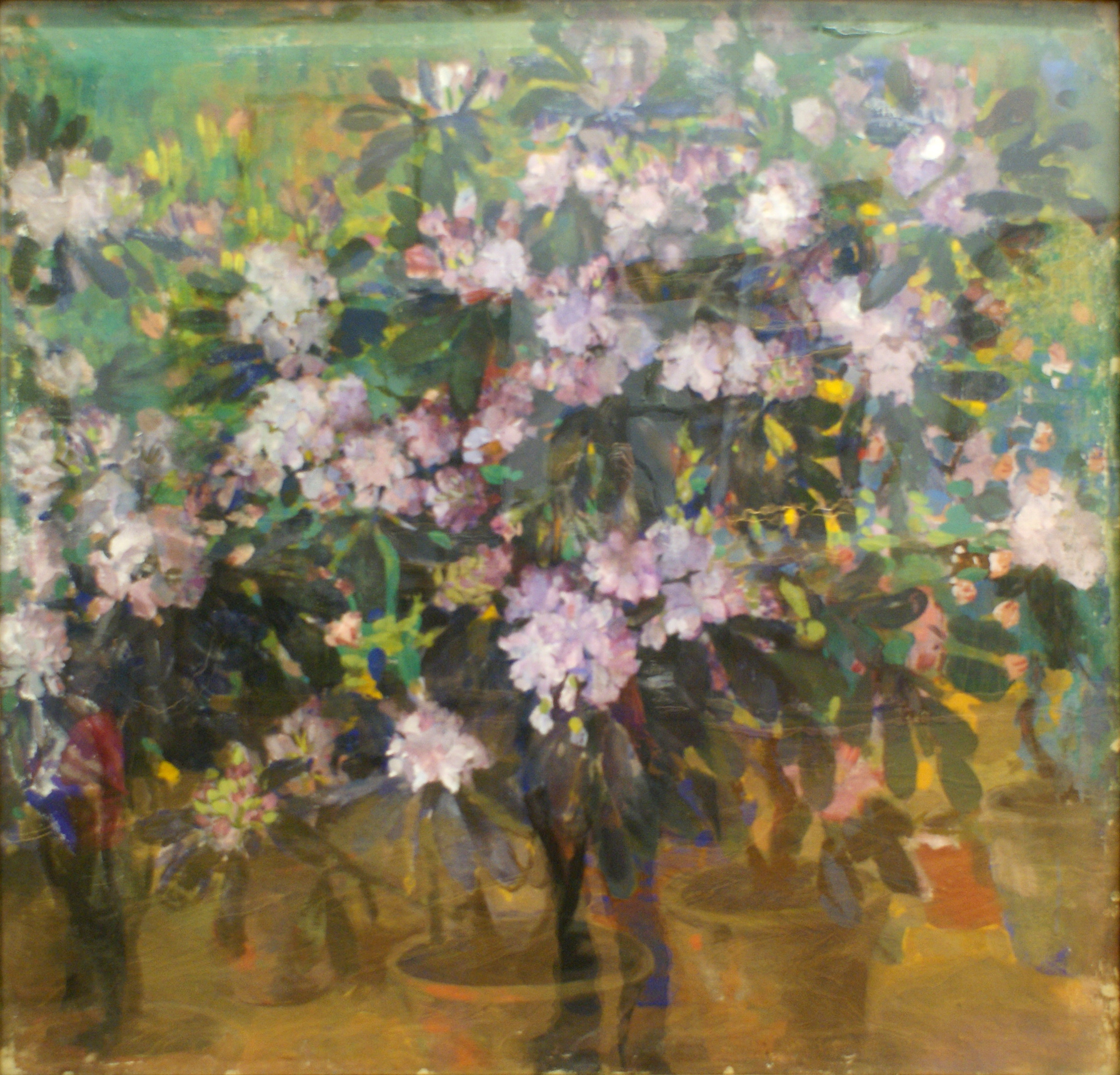
М. Сапунов. «Рододендрони», 1911

## Живопис доби СРСР

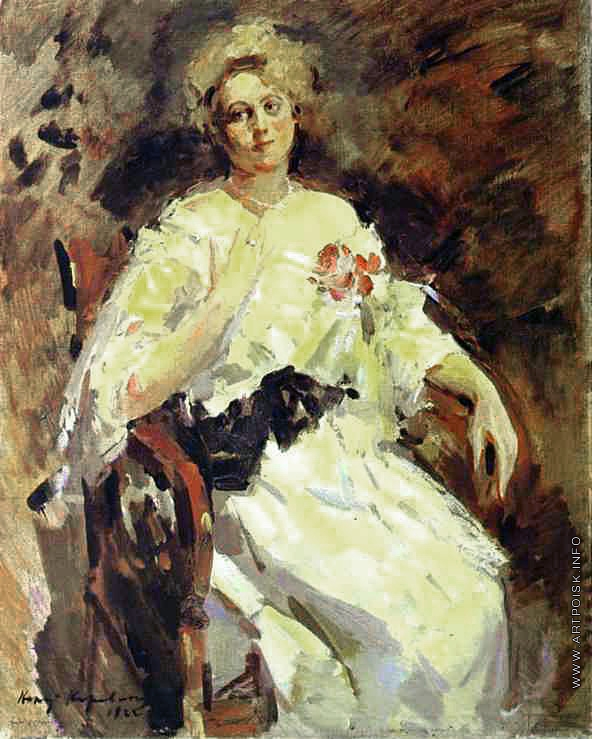
К. Коровін. «Жіночий портрет», 1922
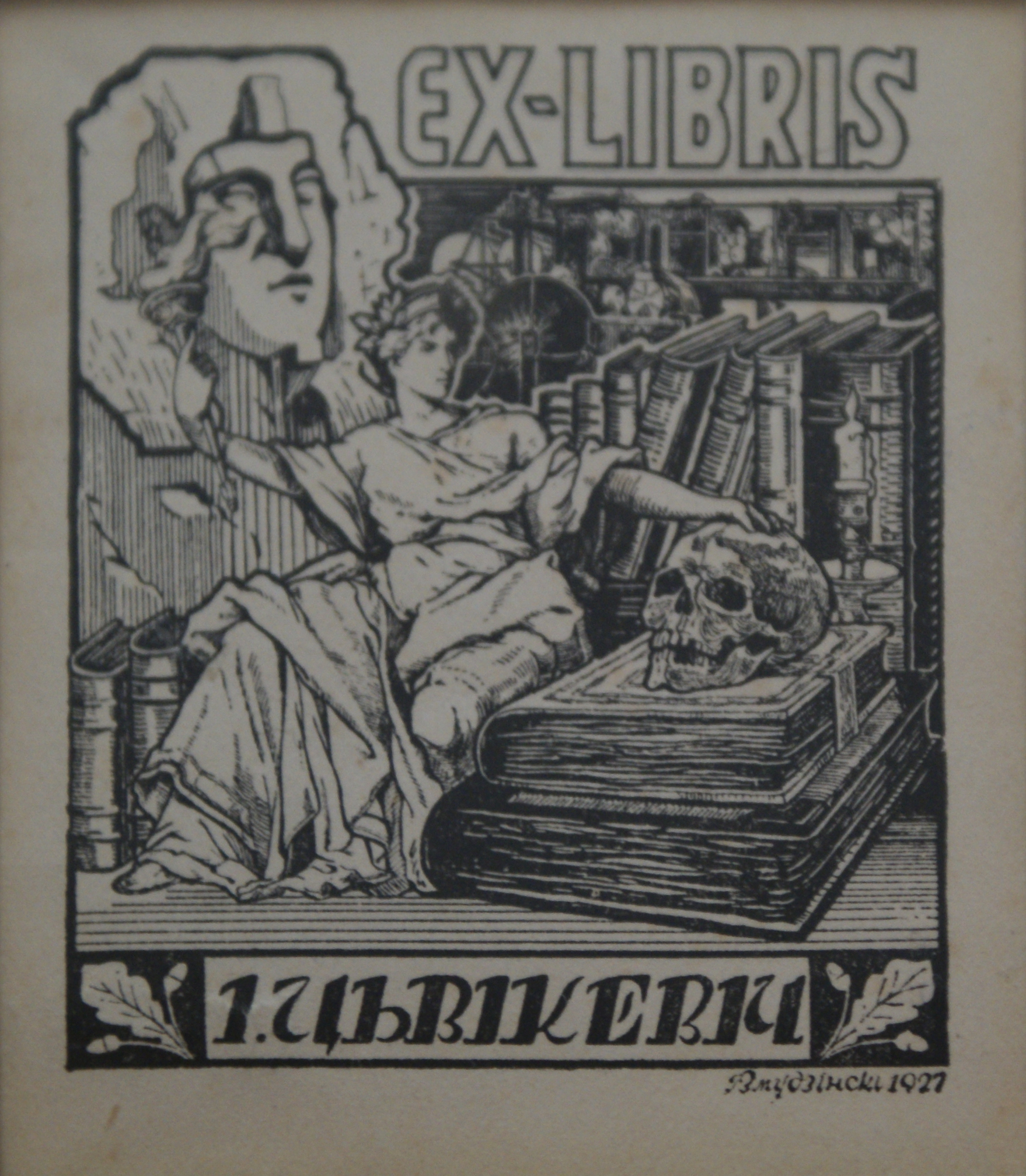
Генадбь Смудзінський. Екслібрис І. І. Цвікевича, 1927
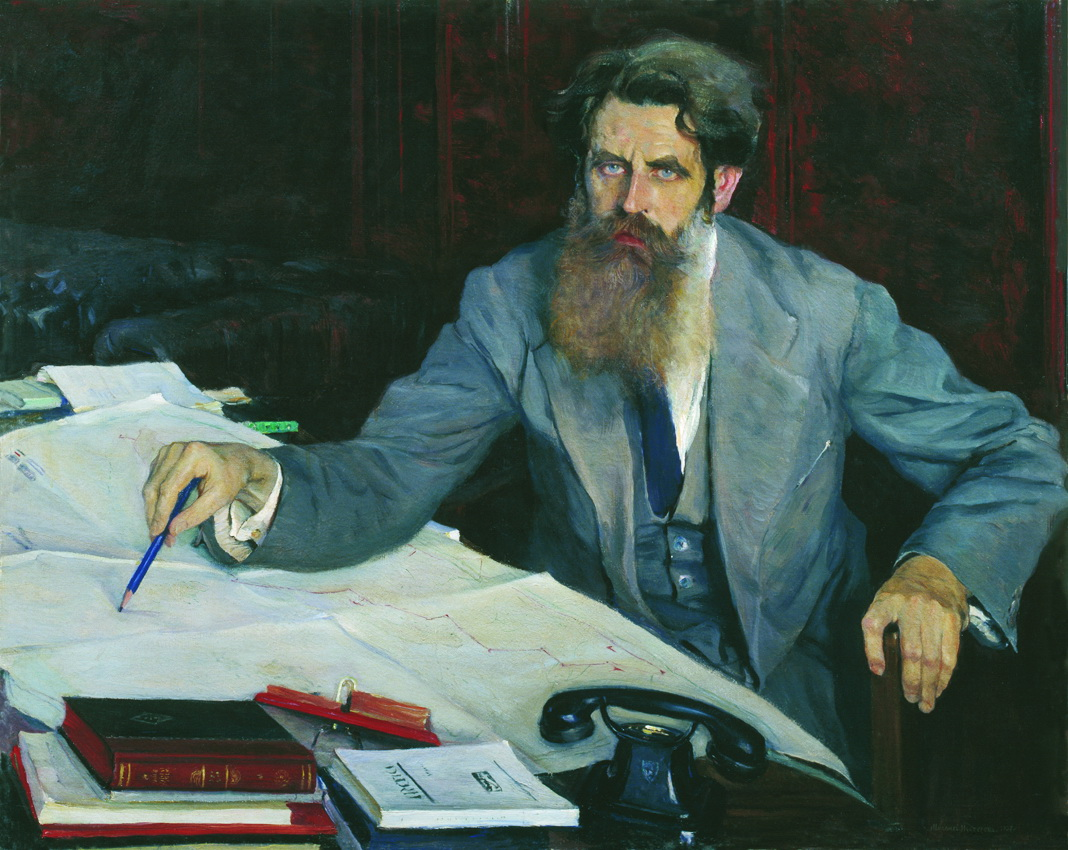
Нестеров Михайло Васильович,  «Академік Шмідт Отто Юлійович», 1937
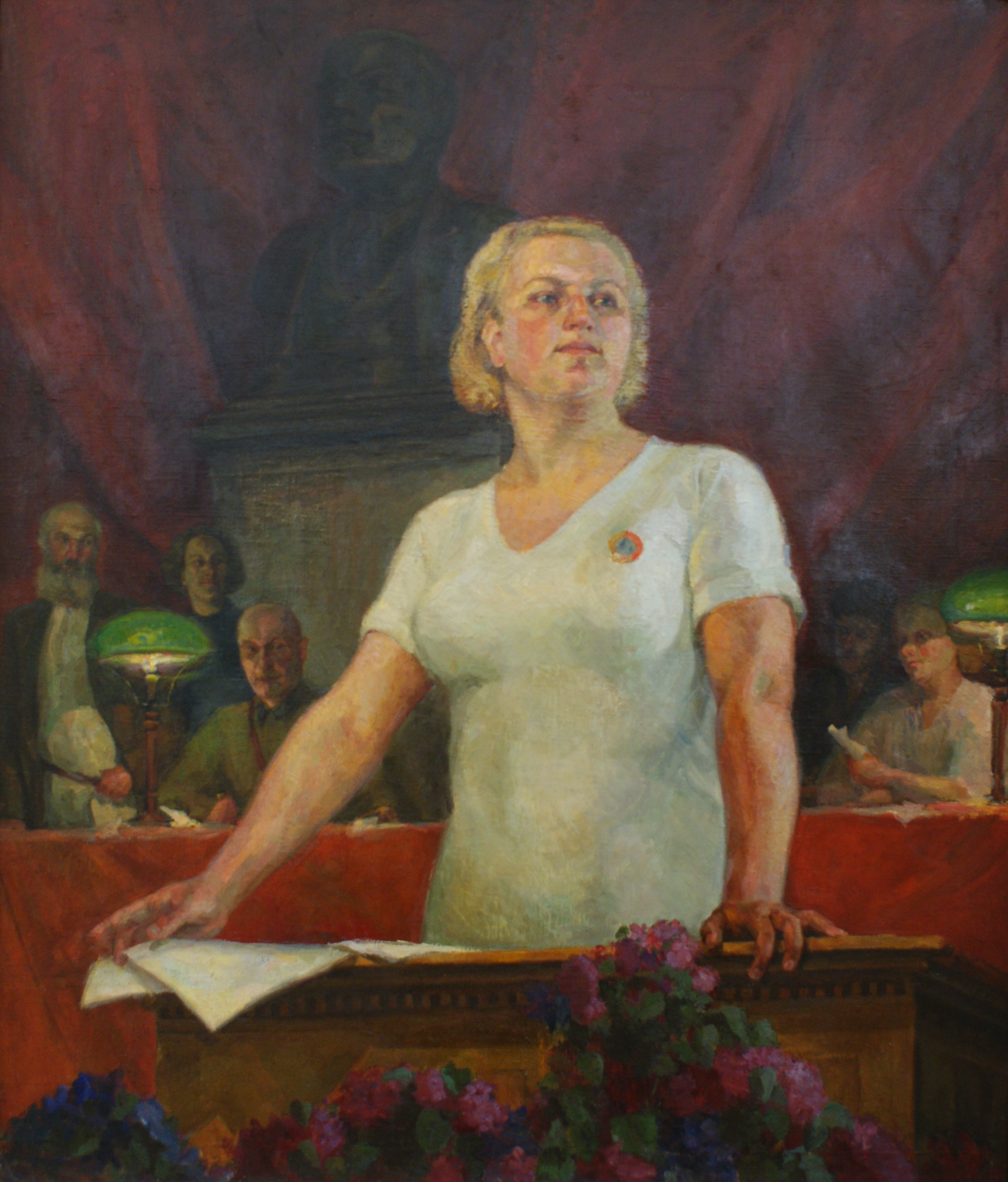
Людмила Ждановська. «Стахановка», 1940
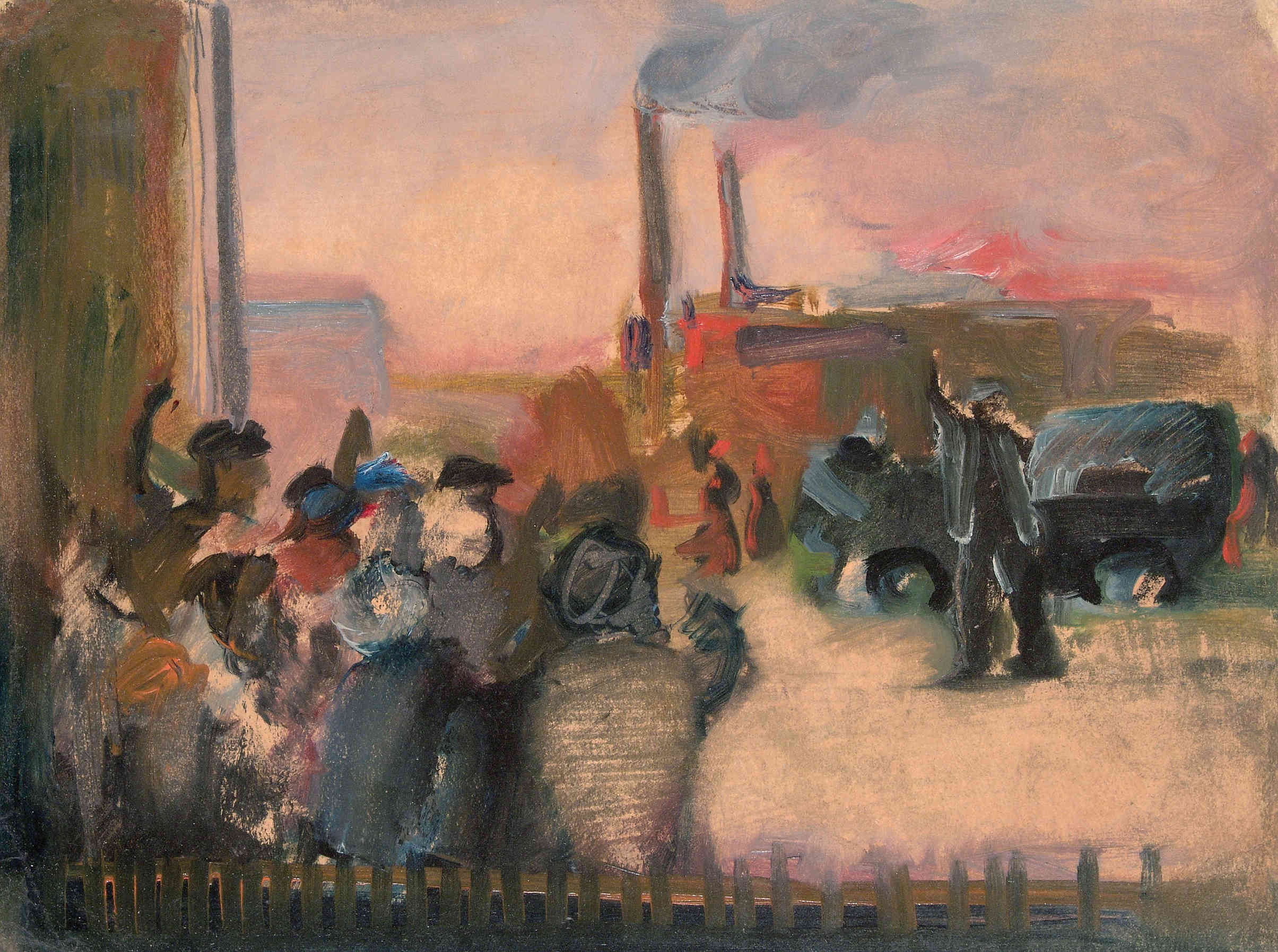
Роман Семашкевич. «Фабрика», 1930-і

## Скульптура в музеї

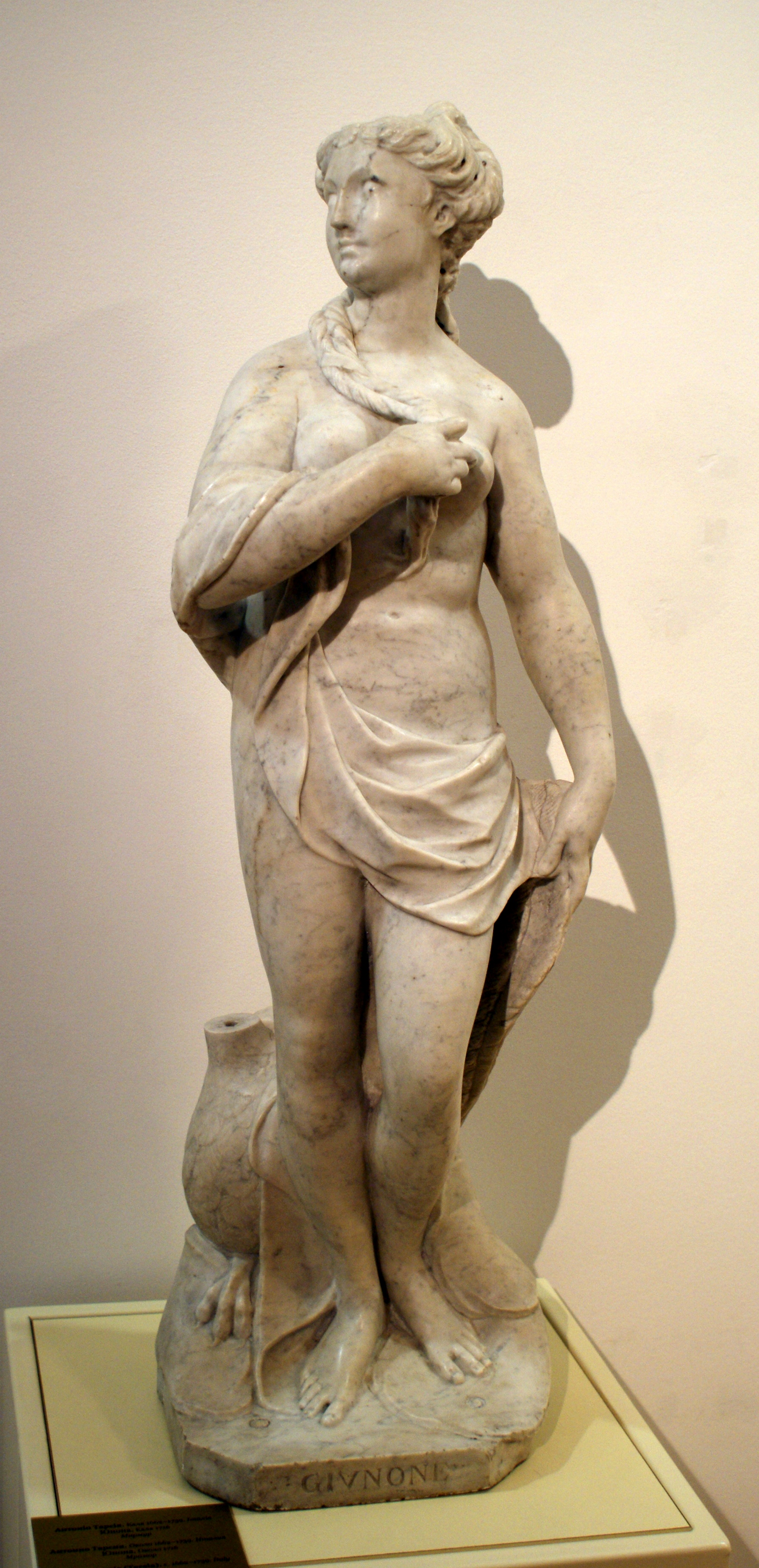
Італійський скульптор Антоніо Тарсія, «Богиня Юнона», голова парича пошкоджена. бл. 1716
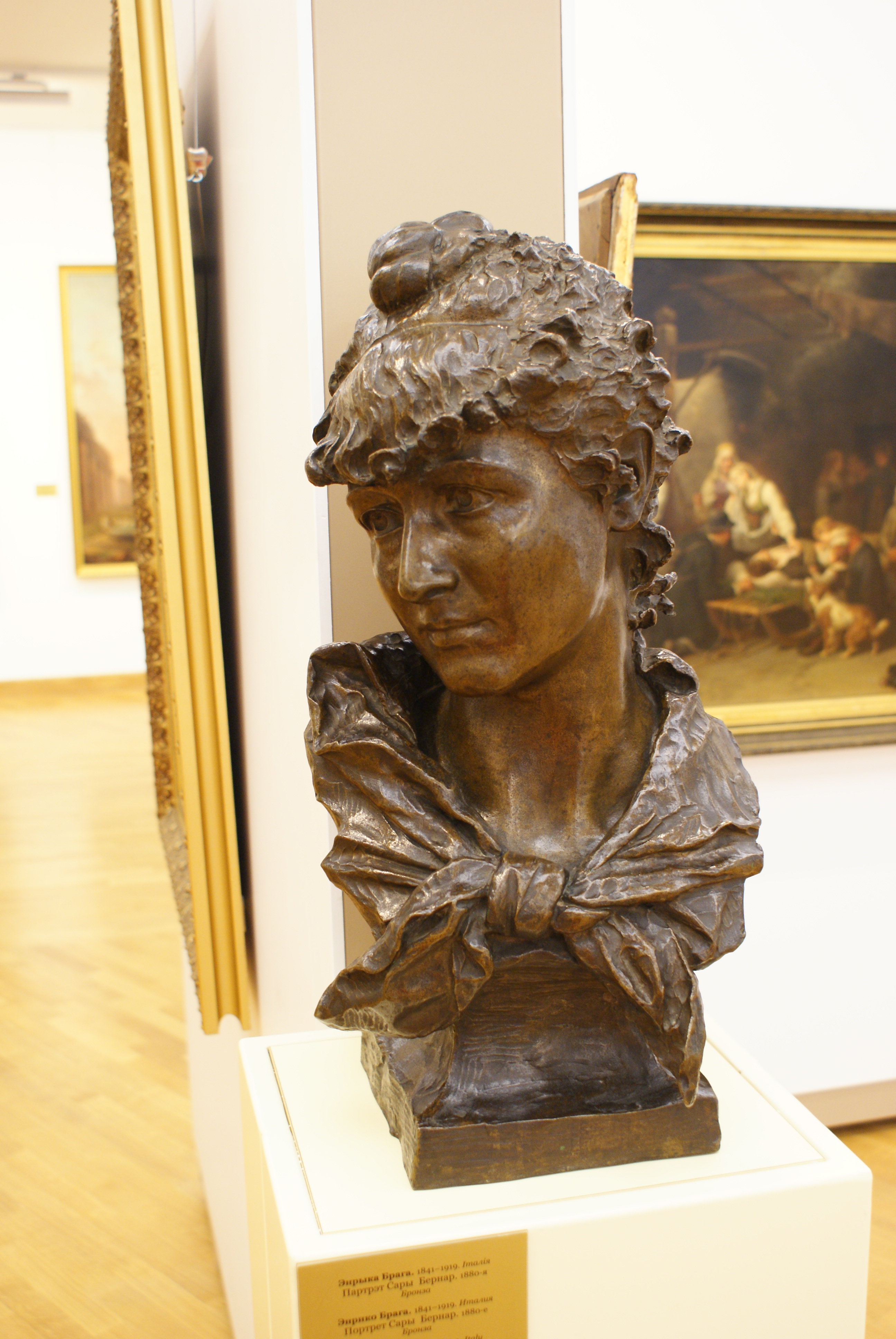
Енріко Брага. «Портрет акторки Сари Бернар»
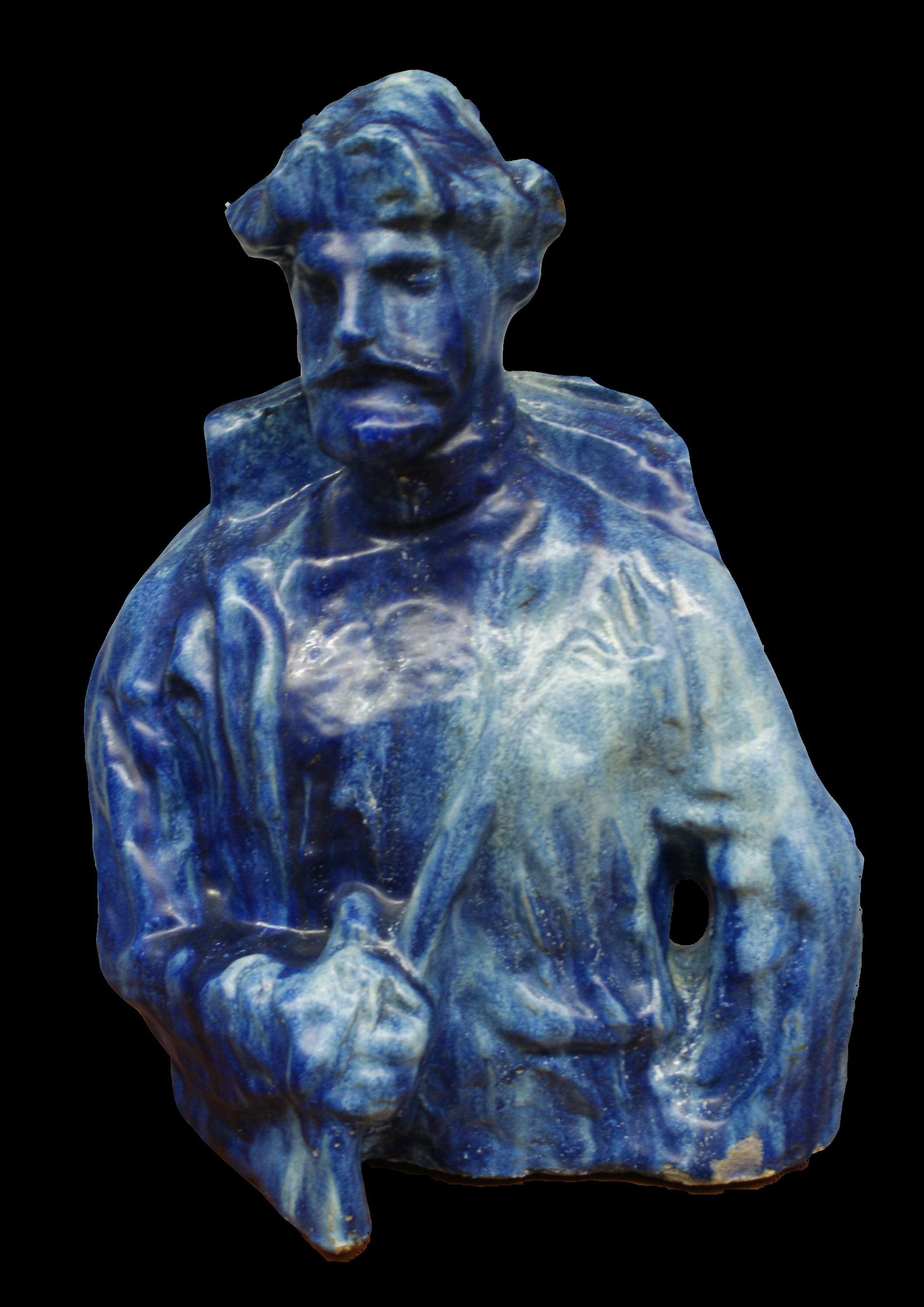
Врубель Михайло Олександрович. «Садко», майоліка
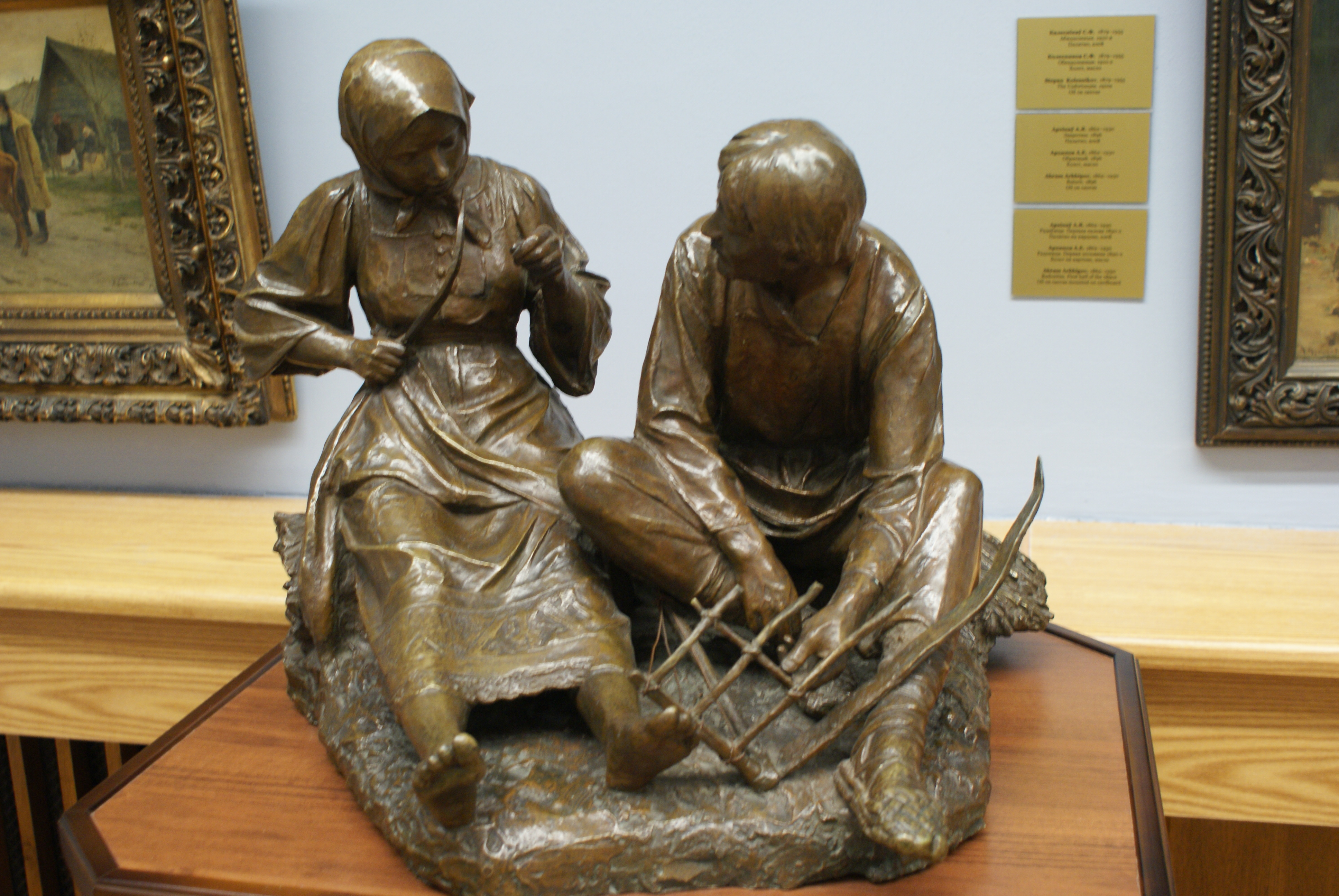
Беклемішев Володимир Олександрович, «Сільське кохання», 1896, бронза
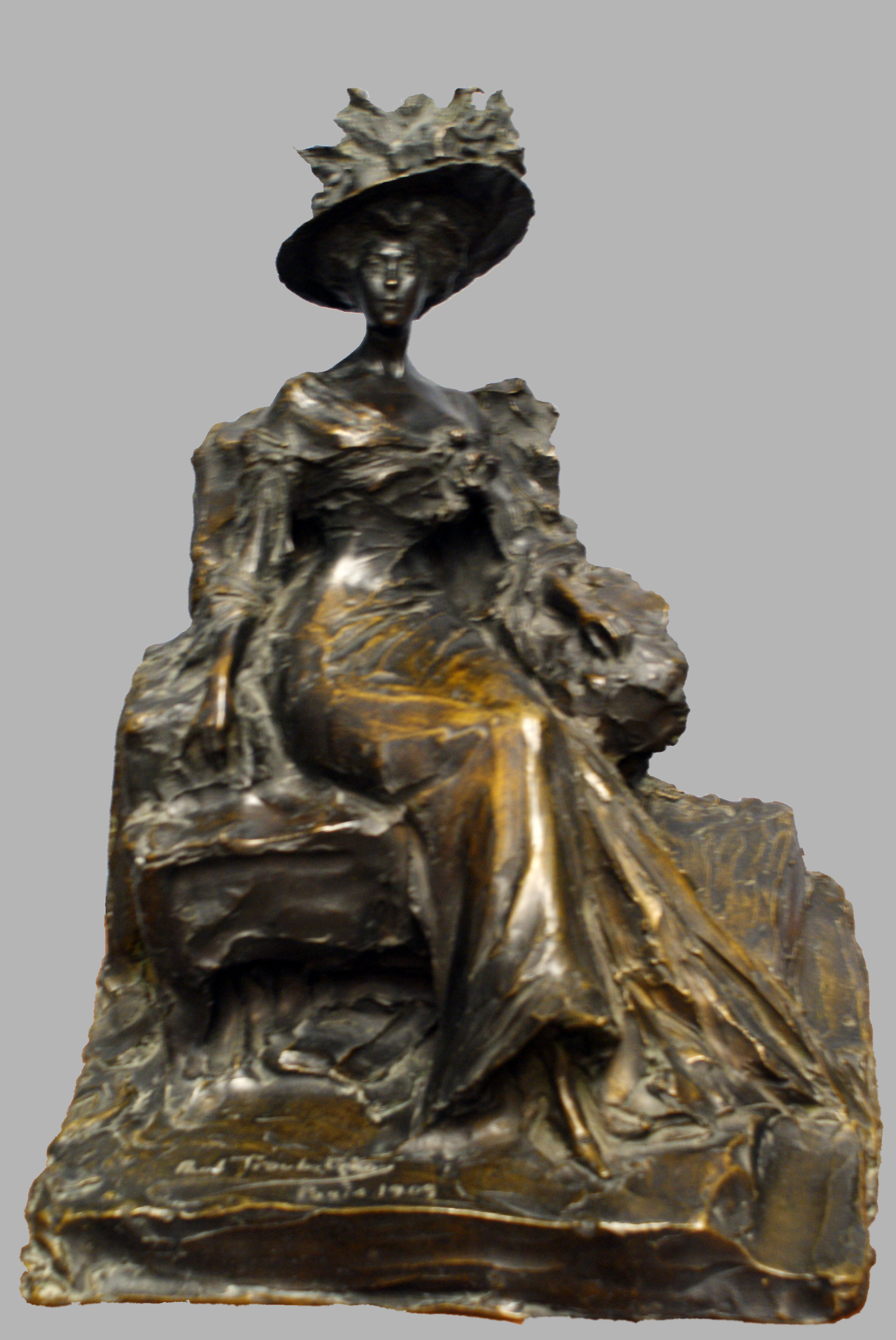
Паоло Трубецькой. «Пані на канапі», 1909
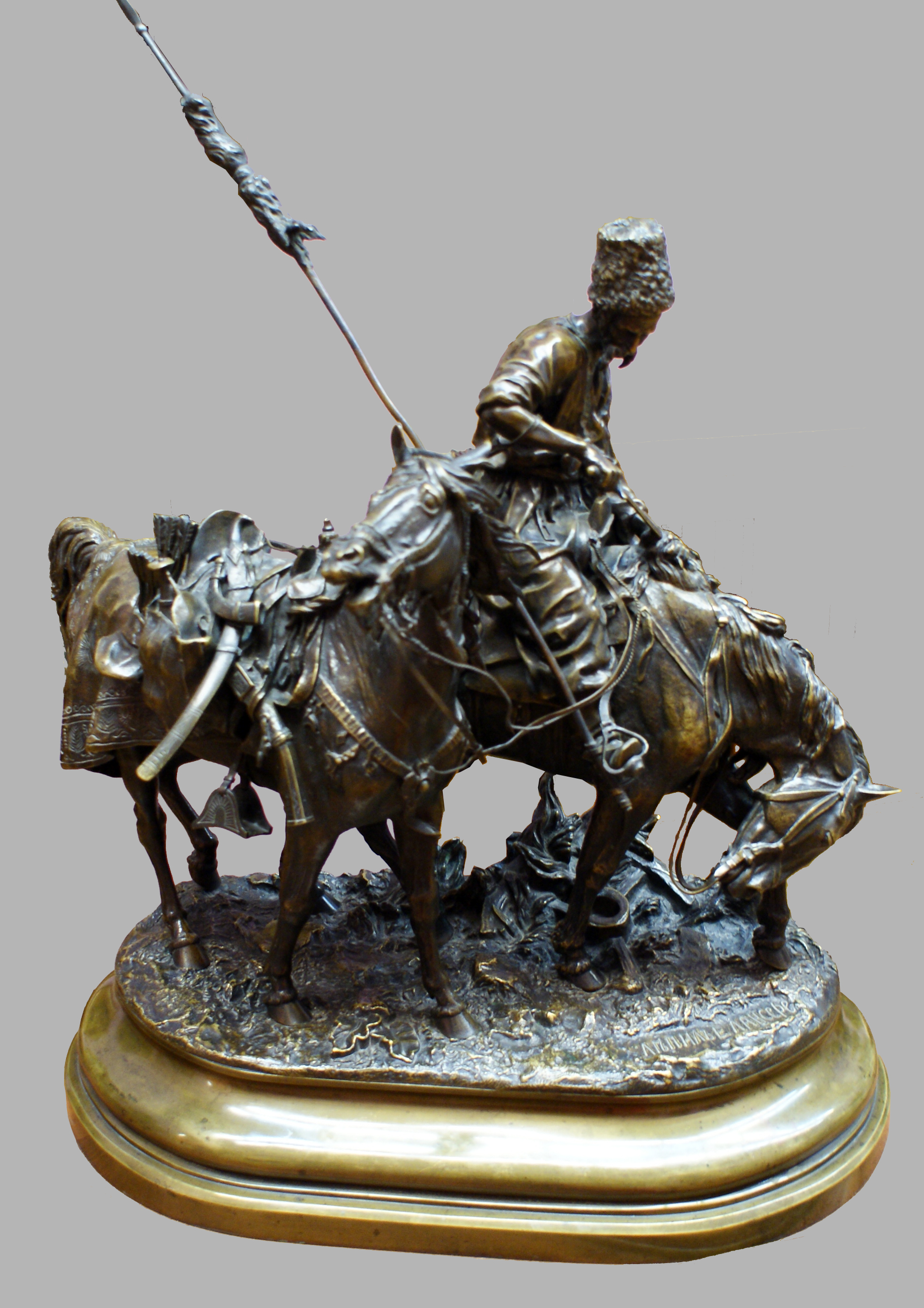
Лансере Євген Олександрович. «Запорізький козак після бою», 1873
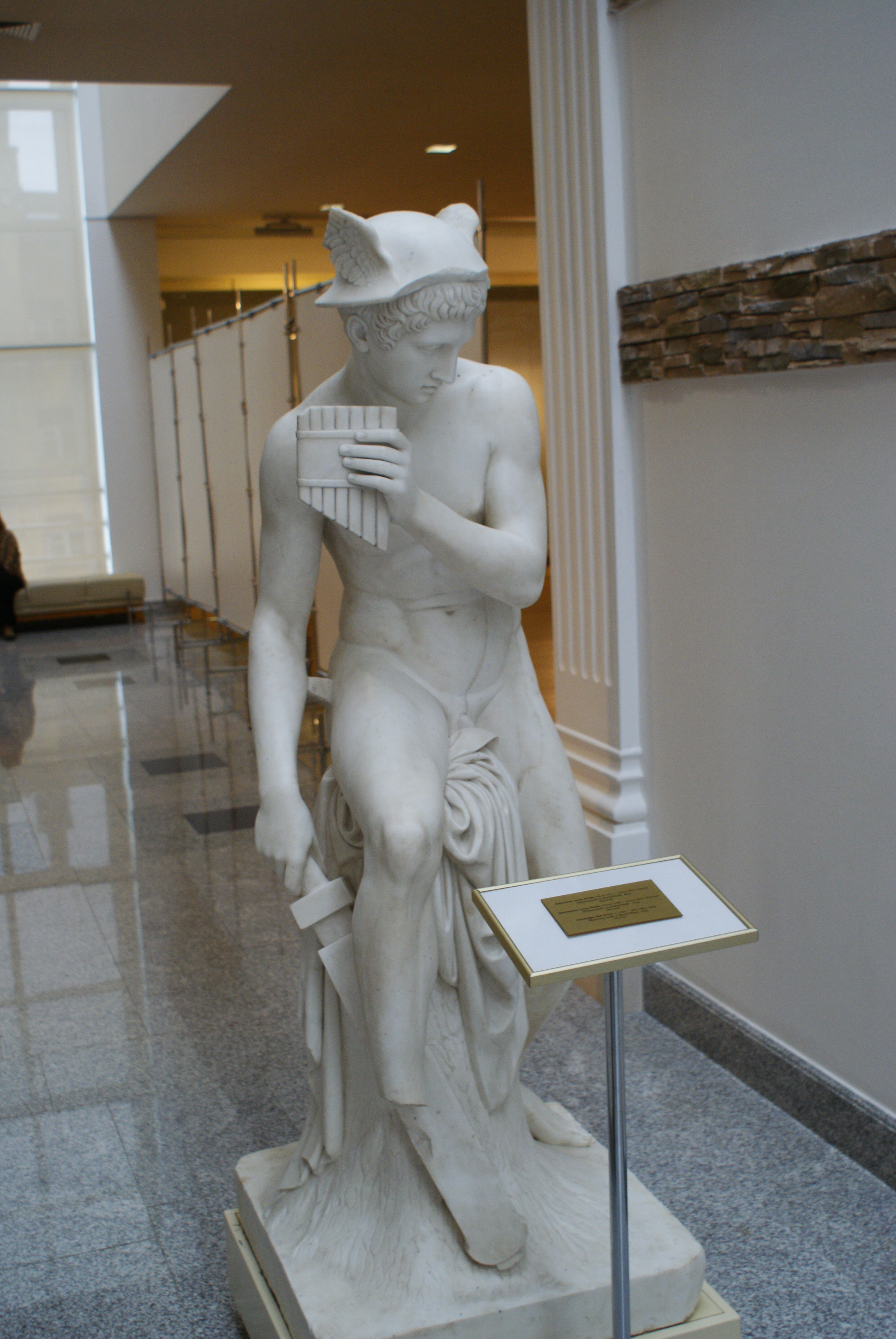
Джузеппе дель Неро. «Меркурій», мармур
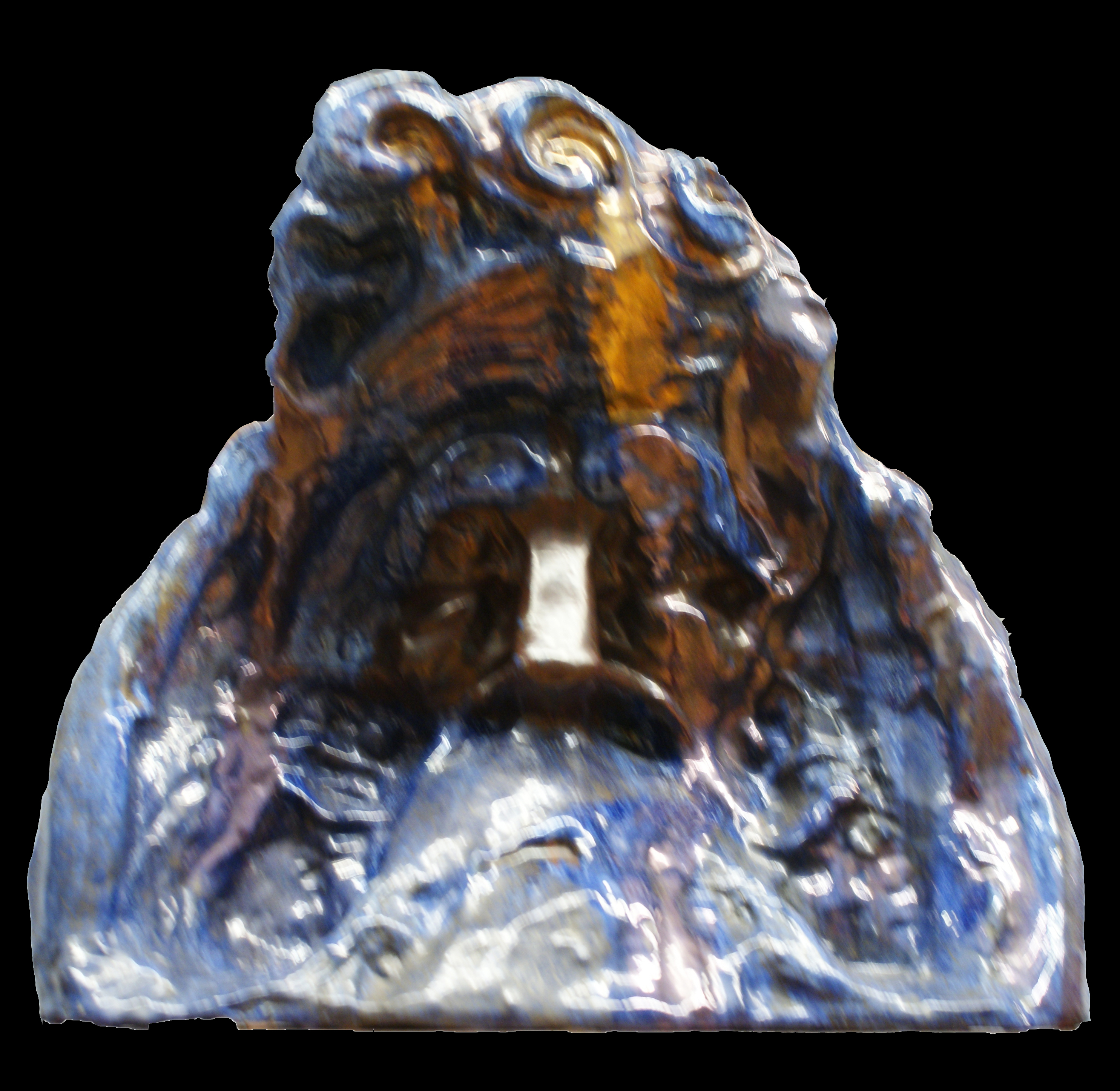
Врубель Михайло Олександрович. «Голова морського царя», майоліка

## Головні відділи
- Відділ давньобілоруського мистецтва
- Відділ сучасного білоруського мистецтва
- Відділ російського мистецтва
- Відділ мистецтва закордонних країн
- Науково-реставраційний відділ

## Філії музею
- Будинок Ваньковичів
- Музей Баляницького-Бірулі
- Музей білоруського народного мистецтва в Раубічах

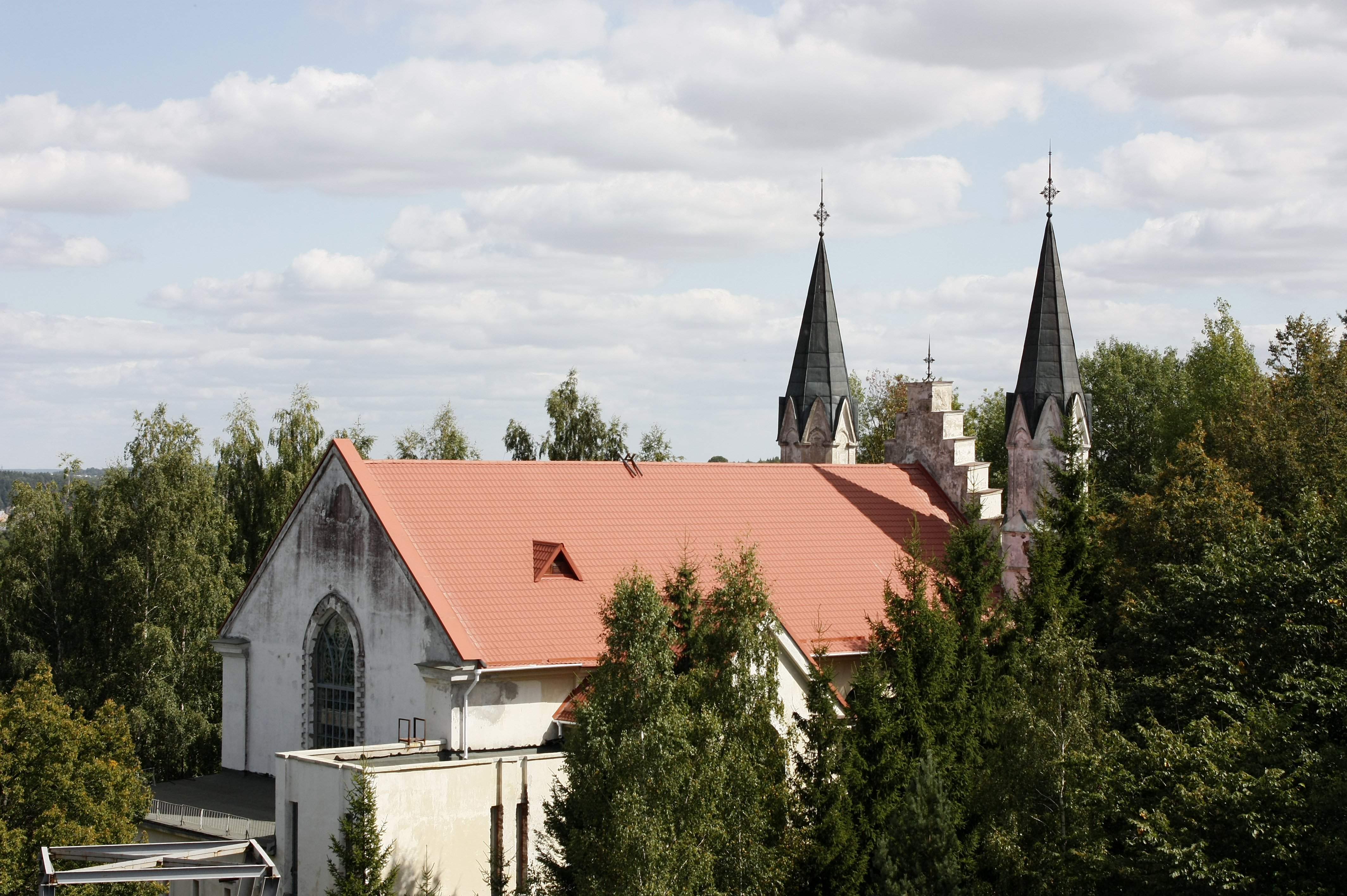
Музей білоруського народного мистецтва в Раубічах, колишній костел в стилі неоготика
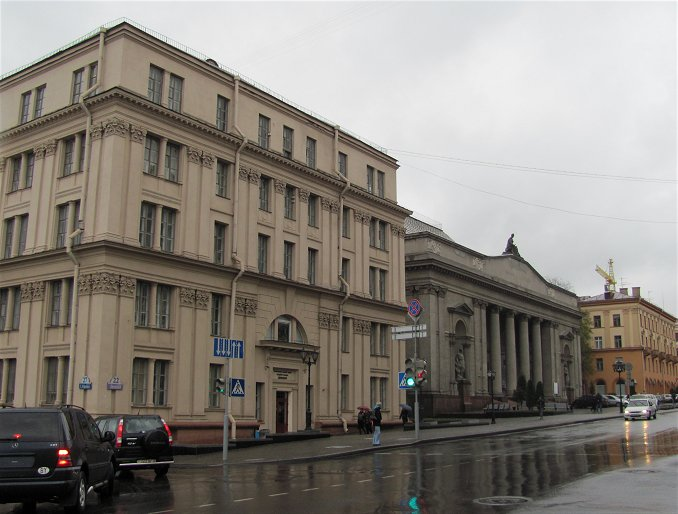
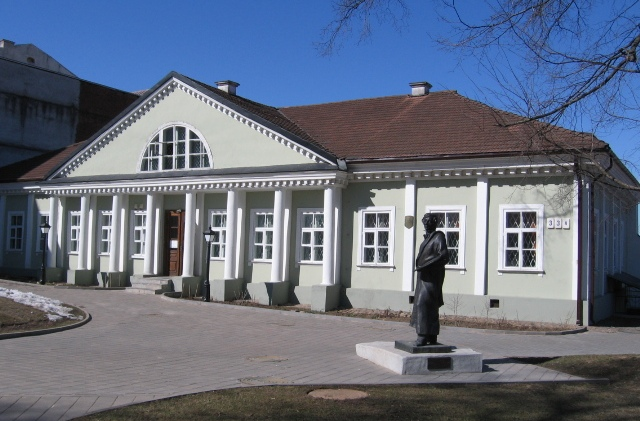
Будинок Ваньковичів, Мінськ